# Warschauer Aufstand
Der Warschauer Aufstand (polnisch powstanie warszawskie) war die militärische Erhebung der Polnischen Heimatarmee (Armia Krajowa, kurz AK) gegen die deutsche Besatzungsmacht im Zweiten Weltkrieg in Warschau vom 1. August bis zum 2. Oktober 1944. Von der polnischen Exilregierung in London im Rahmen der landesweiten Aktion Burza befohlen, war er neben dem Slowakischen Nationalaufstand eine der größten Erhebungen gegen das nationalsozialistische Herrschaftssystem. Die Widerständler kämpften 63 Tage gegen die Besatzungstruppen, bevor sie angesichts der aussichtslosen Situation kapitulierten. Die deutschen Truppen begingen Massenmorde unter der Zivilbevölkerung, und die Stadt wurde nach dem Aufstand fast vollständig zerstört. Über die Frage, weshalb die auf der anderen Seite der Weichsel stehende Rote Armee – bis auf die 1. Polnische Armee – nicht in die Kämpfe eingriff, wird unter Historikern kontrovers diskutiert.

## Vorgeschichte

### Lage in Polen
Nachdem die polnische Armee durch den deutschen Überfall im September 1939 zerschlagen worden war, besetzten deutsche und sowjetische Truppen gemäß dem Hitler-Stalin-Pakt das Land. Der westliche Teil fiel dabei an das Deutsche Reich, der östliche Teil an die Sowjetunion.
Der deutsche Umgang mit den Besiegten stand von Beginn an im Zeichen der nationalsozialistischen Rassenpolitik. Westpreußen, Ostoberschlesien, das Wartheland und der Regierungsbezirk Zichenau wurden annektiert und als neue Reichsgaue dem Deutschen Reich angegliedert bzw. an bereits bestehende Reichsgaue angeschlossen. Zu den annektierten Gebieten gehörten Teile Polens, die zuvor nie zu Deutschland gehört hatten und überwiegend polnisch bevölkert waren. Der restliche Teil Polens unter deutscher Besatzung unterstand als Generalgouvernement deutscher Verwaltung. Hauptziel war die wirtschaftliche Ausbeutung und die Unterdrückung der polnischen Bevölkerung. Zu Beginn trafen die deutschen Repressionen vorwiegend Intellektuelle und Polen jüdischer Abstammung. So wurden in der sogenannten Intelligenzaktion Massenerschießungen und Massenverhaftungen unter der gebildeten Elite des Landes organisiert. Die Juden wurden ghettoisiert und damit von der restlichen Bevölkerung abgetrennt. Das Erziehungs- und Pressewesen wurde auf ein Minimum zurückgestutzt, um die Unterdrückung der slawischen Bevölkerung zu zementieren. In einer Notiz des SS-Chefs Himmler heißt es dazu:

„Eine grundsätzliche Frage bei der Lösung all dieser Probleme ist die Schulfrage, und damit die Sichtung und Siebung der Jugend. Für die nicht-deutsche Bevölkerung des Ostens darf es keine höhere Schule geben als die vierklassige Volksschule. Das Ziel dieser Volksschule hat lediglich zu sein: Einfaches Rechnen bis höchstens 500, Schreiben des Namens, eine Lehre, dass es ein göttliches Gebot ist, den Deutschen gehorsam zu sein, und ehrlich, fleißig und brav zu sein. Lesen halte ich nicht für erforderlich. Außer dieser Schule darf es im Osten überhaupt keine Schule geben […]. Die Bevölkerung des Generalgouvernements setzt sich dann zwangsläufig, nach einer konsequenten Durchführung dieser Maßnahmen, im Laufe der nächsten zehn Jahre aus einer verbleibenden minderwertigen Bevölkerung […] zusammen. Diese Bevölkerung wird als führerloses Arbeitsvolk zur Verfügung stehen und Deutschland jährlich Wanderarbeiter und Arbeiter für besondere Arbeitsvorkommen (Straßen, Steinbrüche, Bauten) stellen.“

Ebenso wurden die Industrie enteignet und rund 900.000 Polen als Zwangsarbeiter ins Reich deportiert. Durch die Einführung von Sondergerichten der Besatzungsmacht wurden die Polen in ihrem eigenen Land zu vollkommen rechtlosen Subjekten degradiert. In seiner Reichstagsrede vom 6. Oktober 1939 hatte Hitler bereits angekündigt, dass größere Umsiedlungen erfolgen müssten, um in Osteuropa zersplitterte deutsche Volksgruppen ins Reich zurückzuführen. Auf Grund von Staatsverträgen wurden volksdeutsche Bevölkerungsgruppen in zwei Auswanderungswellen aus Wolhynien, Ostgalizien, der Bukowina und Bessarabien sowie hauptsächlich aus dem Baltikum aus- und im Wartheland neu angesiedelt. Zu diesem Zweck wurde im Warthegau auf Anordnung der Behörden durch rücksichtslose Überführung von 1,2 Millionen Polen und 300.000 Juden in das Generalgouvernement Platz geschaffen unter Formen, die später auf die deutschen Volksgruppen zurückwirken sollten.
Im Laufe des Krieges wurde das Generalgouvernement auch ein Hauptschauplatz des Holocausts. Insgesamt kamen 2,7 Millionen polnische Staatsbürger jüdischer Abstammung im industrialisierten Massenmord zu Tode. Der deutsche Generalgouverneur Hans Frank sagte bereits im Februar 1940 zu einem Journalisten: „In Prag waren z. B. große rote Plakate angeschlagen, auf denen zu lesen war, dass heute 7 Tschechen erschossen worden sind. Da sagte ich mir; wenn ich für je 7 erschossene Polen ein Plakat aushängen lassen wollte, dann würden die Wälder Polens nicht ausreichen das Papier herzustellen für solche Plakate.“
Die UdSSR initiierte im besetzten Ostpolen von 1939 bis 1941 eine Sowjetisierungspolitik. Herausstechendste Merkmale dieses Vorhabens waren Bodenreform, Zwangskollektivierung, Auflösung gesellschaftlicher Vereine und die Verstaatlichung der Industrie. Diese Umgestaltung nach dem Vorbild des kommunistischen Staates ging mit Repressionen gegenüber der Bevölkerung einher. Erschießungen, Verhaftungen und Verurteilungen gingen über in massenhafte Deportationen in Straflager auf sowjetischem Boden. Diese Repressionen folgten einem sozialen Raster. Besonders im Blick der sowjetischen Organe standen Grundbesitzer, ehemalige Staatsbedienstete, Unternehmer, Politiker der nicht-kommunistischen Parteien, Priester und Intellektuelle. Die Schätzungen über die Zahl der Verschleppten reichen von 700.000 bis 1,8 Millionen Menschen.

### Polnische Exilregierung

Polnische Briefmarke zum 100. Geburtstag von Władysław Sikorski von 1981

Nachdem ihr Land militärisch besiegt und geteilt worden war, gelang es etwa 85.000 polnischen Soldaten und Offizieren sowie einer großen Zahl polnischer Politiker, nach Frankreich zu fliehen. Andere Teile des polnischen Militärs flohen zusammen mit dem polnischen Präsidenten Ignacy Mościcki und dem Oberbefehlshaber der Streitkräfte nach Rumänien, wo beide Politiker interniert und die Soldaten entwaffnet wurden. Für den somit eingetretenen Fall, dass der Präsident sein Amt nicht mehr ausüben könne, sah die polnische Verfassung die Übergabe der Regierungsgewalt vor; aus diesem Grund ernannte Ignacy Mościcki den in Frankreich verweilenden Władysław Raczkiewicz zu seinem Nachfolger. Dieser bildete aus den Mitgliedern der größten politischen Parteien, die nach Frankreich geflohen waren, eine neue Regierung mit General Władysław Sikorski an der Spitze und General Kazimierz Sosnkowski als dessen Stellvertreter. Damit war am 30. September 1939 die polnische Exilregierung in Frankreich entstanden, die sofort von der Regierung Frankreichs und kurz darauf von den Regierungen Großbritanniens und der USA als einzige rechtmäßige polnische Regierung anerkannt wurde. Nach der Niederlage Frankreichs 1940 flüchteten diese Regierung und ein Teil des Militärs nach London.

### Widerstand und Untergrundstaat
In Folge der Unterdrückung durch die Deutschen bildete sich rasch ein polnischer Untergrundstaat, der an die lange Tradition des polnischen Widerstandes gegen fremde Besatzer im Rahmen der Teilungen Polens anschloss. Ein geheimes Presse- und Sozialfürsorgewesen wurde ebenso organisiert wie „illegale“ Hochschulen. Die Geldmittel hierfür stammten aus der Bevölkerung selbst oder aus Mitteln, die aus London eingeschleust worden waren. Dieser zivile Arm des Widerstandes ging nahtlos in den Aufbau bewaffneter Verbände über. Die polnischen Militärs hatten bereits am 27. September 1939, also kurz vor der Kapitulation, und noch vor der Entstehung der Exilregierung, die Untergrundorganisation Służba Zwycięstwu Polsce (Dienst für den Sieg Polens, SZP) gegründet. Des Weiteren bildeten sich bereits Wochen nach der Niederlage der regulären Armee spontan weitere Widerstandsgruppen. Sie speisten sich vorwiegend aus dem Reservoir ehemaliger Offiziere und Beamter sowie aus den Jugendorganisationen der Parteien. Insbesondere Pfadfinderorganisationen (Szare Szeregi) stellten später einen großen, und oftmals besonders motivierten Teil der Rekruten für den Widerstand.
Der polnische Widerstand ordnete sich der Exilregierung unter, da er seinem Selbstverständnis nach von Beginn an eine Fortsetzung der Zweiten Republik war. Die Exilregierung bemühte sich, all diese Widerstandsgruppen zusammenzuschließen, sodass bis zum Jahreswechsel 1943/44 der ZWZ (poln.: Związek Walki Zbrojnej; dt.: Verband für den Bewaffneten Kampf) entstand, der den größten Teil des polnischen Widerstandes in sich vereinte. Der vereinigte Widerstand wurde im Weiteren als Armia Krajowa (dt.: Heimatarmee; Abkürzung: AK) bezeichnet. Sie umfasste 1944 insgesamt rund 300.000–350.000 Mitglieder. Diesem Bündnis blieben nur die Kräfte der extremen Rechten und der extremen Linken fern: Auf der einen Seite die rechtsnational-antikommunistische NSZ-Miliz, welche in einigen Fällen sogar mit den deutschen Besatzern zusammenarbeitete, aber nur rund 35.000 Anhänger besaß, auf der anderen Seite die kommunistische Armia Ludowa (dt.: Volksarmee; Abkürzung: AL), die sich nach dem Überfall auf die Sowjetunion als Gegenpol zur AK aufzubauen versuchte. Sie erreichte bis zu 100.000 Mitglieder.
London und die AK-Führung in Polen waren sich einig, dass die Hauptaufgaben des Widerstandes darin bestehen sollten, Spionagearbeit für die Alliierten zu leisten, die deutsche Rüstung und das Transportwesen durch Sabotageakte zu schädigen, und besonders brutale Aktionen des Besatzers zu vergelten. Man wollte zunächst keine offenen kriegerischen Aktionen durchführen. Zum einen wegen der zu Beginn noch geringen militärischen Stärke des ZWZ, zum anderen, um seitens der deutschen Besatzer keine Repressionen gegenüber der Zivilbevölkerung zu provozieren. Der Befehlshaber des ZWZ im Untergrund, Oberst Stefan Rowecki schrieb im November 1939: Der Widerstand kann erst dann offen auftreten, wenn Deutschland zusammenbricht, oder zumindest ein Bein einknickt. Dann sollten wir fähig sein, im zweiten Bein Adern und Sehnen durchzuschneiden, damit der deutsche Koloss umfällt.
Der Widerstand radikalisierte sich erst, als man erkannte, dass sein „gemäßigtes“ Auftreten keinen Einfluss auf die radikale Unterdrückung und Vernichtung der Polen und Juden durch die deutschen Besatzer hatte. 1943 wurde die Kedyw als Organisation für Sabotage und Diversionsakte gegründet. Unter ihrer Ägide wurden Brandanschläge, Diversionsakte, Gefangenenbefreiungen und sogar Anschläge auf SS-Führer geplant und durchgeführt. Der Widerstand stand über Kuriere in Verbindung mit der polnischen Exilregierung und wurde von ihr finanziell und – zu einem geringen Ausmaß – auch mit Waffen unterstützt. Ebenso betrieb der Widerstand groß angelegte Spionageoperationen im Dienste der Alliierten. So wurde im Juli 1944 eine zerlegte V2-Rakete, die von polnischen Widerstandskämpfern erbeutet worden war, von der RAF nach England ausgeflogen. Während des Aufstandes im Warschauer Ghetto im Sommer 1943 versuchten Kämpfer der Heimatarmee, Hilfe zu organisieren.

### Diplomatie und Politik
Die polnische Regierung befand sich innerhalb der Allianz in einem schweren Spannungsfeld. Ihr einziges Kapital nach der Niederlage waren die polnischen Truppen, die an der Westfront kämpften. Schon vor dem Beginn des Krieges machte die britische Regierung den Polen klar, dass sich ihre Garantien als Bündnispartner nur gegen das Deutsche Reich erstreckten, nicht gegen die Sowjetunion. Mit diesem Schritt wollte Chamberlain sich Stalins Neutralität im Krieg sichern. Im Jahre 1941 erreichte der Einfluss Polens innerhalb der Allianz durch den deutschen Überfall auf die Sowjetunion und den Kriegseintritt der USA einen Tiefpunkt. Im polnisch-sowjetischen Vertrag vom 30. Juli 1941 erklärte die sowjetische Regierung den Hitler-Stalin-Pakt zwar für null und nichtig, eine Zusicherung der Rückgabe annektierter Gebiete gab sie allerdings nicht. Der britische Geheimdienst SOE schloss auf Drängen der Regierung mit der sowjetischen Geheimpolizei NKWD ein Abkommen, das die Zahl der Waffenlieferungen an den polnischen Widerstand beschnitt. Die AK erhielt somit zwischen 1941 und 1944 etwa 600 Tonnen Material, während der griechische Widerstand etwa 6000 Tonnen und der französische Widerstand etwa 10.500 Tonnen erhielt.
Einziger wirklicher Lichtblick war der Aufbau einer polnischen Armee in Russland, aus den vormals deportierten polnischen Staatsangehörigen (Anders-Armee). Bereits im Oktober folgte allerdings ein Skandal, als der britische Botschafter in Moskau eine Denkschrift vorlegte, die der Sowjetunion die Hoheitsrechte über das Baltikum und den annektierten Teil Polens zusicherte. Das angespannte polnisch-sowjetische Verhältnis wurde durch Probleme bei der Aufstellung der Anders-Armee noch mehr belastet. Die Soldaten klagten über mangelnde Nahrungsversorgung und Bewaffnung. Des Weiteren wurden Rekruten aus dem ehemals sowjetisch besetzten Ostpolen nicht zugelassen, sofern sie Belarussen, Ukrainer oder jüdischer Abstammung waren. 1942 wurde die Armee dann über Persien in britische Hoheitsgebiete überführt.
Im Januar 1941 stellte die Sowjetunion mit dem Bund Polnischer Patrioten (poln. Związek Patriotów Polskich; Abkürzung: ZPP) eine kommunistische Gegenorganisation zur Exilregierung zusammen. Außerdem existierte seit 1942 die kommunistische Polnische Arbeiterpartei mit ihrer AL-Miliz im polnischen Untergrund. Den endgültigen Bruch zwischen Stalin und Sikorski bewirkte die Bekanntmachung des Massakers von Katyn durch deutsche Propagandastellen 1943. Im September 1939 waren 14.552 polnische Kriegsgefangene, v. a. Offiziere, Soldaten, Reservisten, Polizisten und Intellektuelle durch den sowjetischen NKWD verschleppt worden und galten seitdem als vermisst. Die polnische Regierung schenkte den deutschen Berichten Glauben und forderte das Rote Kreuz auf, Nachforschungen anzustellen. Es konnten von 4363 exhumierten Leichen 2730 als polnische Soldaten identifiziert werden, die allesamt durch Genickschuss getötet worden waren. Damit war das Schicksal eines Teils der Kriegsgefangenen geklärt. Nach diesem Vorfall brach der sowjetische Außenminister Molotow die diplomatischen Beziehungen zur Exilregierung im April 1943 ab, nachdem Sikorski eine weitere Zusammenarbeit aufgrund der Vorkommnisse für unmöglich hielt. Des Weiteren verstärkte die sowjetische Führung ihre Bemühungen, die ZPP als Gegenregierung aufzubauen und hob unter General Zygmunt Berling die 1. Polnische Armee unter sowjetischem Kommando aus.
Während dieser Krisenzeit kam der polnische Staatschef Sikorski unter ungeklärten Umständen bei einem Flugunfall bei Gibraltar ums Leben – und der Exilregierung damit eine Integrations- und Führungsfigur abhanden. Die britische Regierung bezeichnete das Massaker an den verbündeten Offizieren wider besseres Wissen als deutsches Verbrechen.

### Aufstandsplanungen

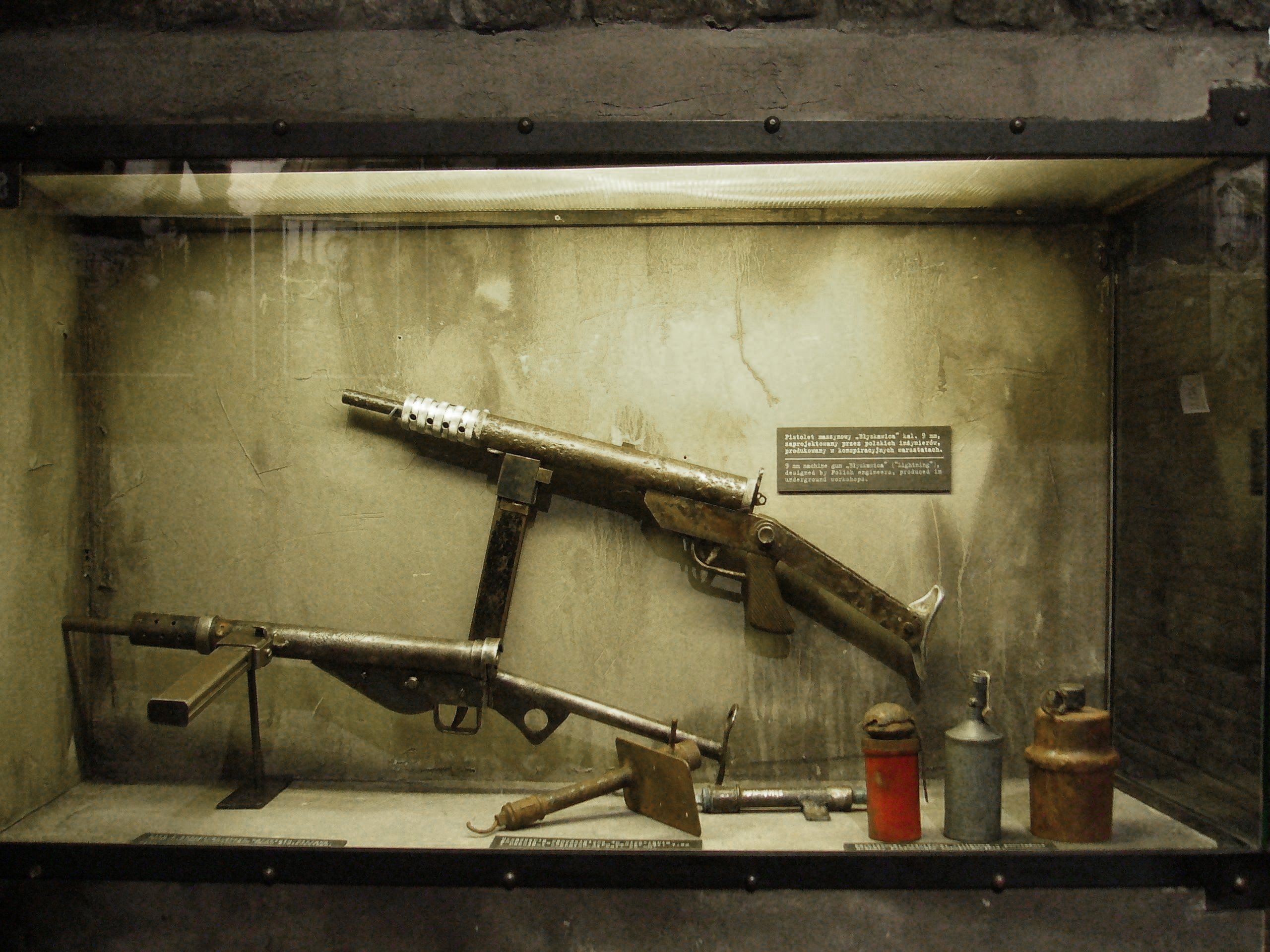
Im besetzten Polen von der AK hergestellte Schusswaffen im Museum des Warschauer Aufstandes (2007)

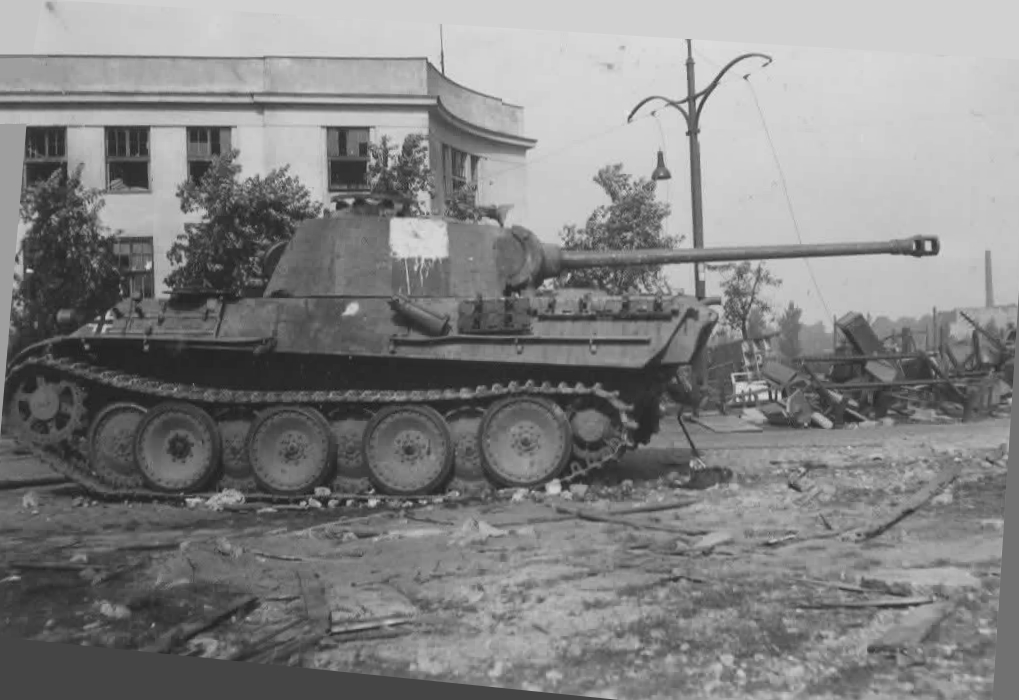
Zwei Panzerkampfwagen V Panther wurden von der Polnischen Heimatarmee eingesetzt.

Am 20. November 1943 formulierte die AK-Führung unter Bór-Komorowski einen ersten Plan, militärisch gegen die deutschen Besatzer vorzugehen. Der erste Entwurf der Aktion Burza (Gewittersturm) sah die Aktivierung größerer Partisanenverbände auf dem Lande vor, die nach dem Zurückdrängen der Deutschen eine unabhängige polnische Verwaltung bilden sollten. In Wolhynien sollte diese Methode als erstes umgesetzt werden. Allerdings schafften es die dortigen drei Divisionen der AK nicht, die Provinz von den Besatzern zu befreien. Sie wurden unter großen Verlusten nach Polesien und Lublin abgedrängt. Daraufhin überdachte die AK-Führung ihre Vorgehensweise. Entlang des Vorstoßes der Roten Armee durch Polen sollten von nun an die umliegenden AK-Einheiten versuchen, die großen Städte gegen die zurückweichenden Deutschen zu erobern und somit diese vor den anrückenden sowjetischen Truppen in Besitz nehmen. Die Methode, die Städte mit einem Angriff aus den ländlichen Gebieten allein zu erobern, erwies sich allerdings als Fehlschlag. Die lokalen AK-Truppen waren auf eine Zusammenarbeit mit der Sowjetarmee angewiesen, um die Städte einzunehmen. Bei der Befreiung von Wilna am 13. Juli kämpften 6.000 Soldaten der AK Seite an Seite mit den sowjetischen Truppen der 3. Weißrussischen Front. Sie wurden allerdings bereits einen Tag später unter Zwang von den sowjetischen Truppen entwaffnet, die Offiziere verhaftet.
Ein weiterer Prüfstein für die AK-Führung war die Zusammenarbeit mit der Sowjetarmee im Raum Lublin. Dort kämpften drei Divisionen der Heimatarmee in Zusammenarbeit mit der 2. Sowjetischen Panzerarmee gegen die Deutschen. Lublin lag westlich der Curzon-Linie und war im Gegensatz zu Wilna von der Sowjetunion 1939 nicht annektiert worden. Deshalb erhofften die AK-Kommandeure eine freundlichere Haltung der Roten Armee. Nach den zehntägigen Kämpfen und der Befreiung Lublins wurden allerdings wieder sämtliche AK-Truppen von den sowjetischen Truppen entwaffnet. Dasselbe wiederholte sich bei Lemberg und Ternopil.
Diese Erfahrungen gaben für die AK-Führung ein zwiespältiges Bild ab. Die Widerstandskämpfer konnten aus dem Land nur mit Hilfe der Roten Armee in die Städte eindringen. Ihre Hilfe wurde auch angenommen, sobald der Feind aber in einer Region besiegt war, wurden die AK-Truppen entwaffnet. Bemerkenswert hierbei war das Schweigen der Westmächte, die bei Stalin niemals Einspruch gegen die Entwaffnung der Soldaten ihres polnischen Verbündeten erhoben. Infolgedessen kam das AK-Kommando zum Entschluss, Warschau selbst zum Ort des Aufstandes zu machen. Hier operierten die Guerillas selbst aus der Stadt heraus. Des Weiteren sollte der Aufstand als medienwirksame Demonstration der polnischen Unabhängigkeit gegenüber der Sowjetunion dienen. Die sowjetische Seite erweckte trotz der Entwaffnungen den Eindruck, sie stünde einem Aufstand freundlich gegenüber. Radio Moskau sendete am 29. Juli einen Aufruf an die Bürger der Stadt, sich dem Kampf gegen die Deutschen anzuschließen.
Personell war die Heimatarmee (AK) mit rund 45.000 Kämpfern in und um Warschau gut ausgestattet. Unter dem Kommando der kommunistischen Armia Ludowa (AL) standen in Warschau rund 1.300 Soldaten, die sich dem Aufstand anschlossen. Es fehlte allerdings an Waffen, Ausrüstung und Munition. Nur jeder vierte Kämpfer der AK verfügte zu Aufstandsbeginn über eine Schusswaffe. Nach den Berechnungen des Chefs der Warschauer Kreises der AK Antoni Chruściel würden die Ressourcen nur für drei bis vier Tage offensives Gefecht oder zwei Wochen defensive Operationen genügen. In Ermangelung eigener Vorräte behalfen sich AK-Kämpfer während des Aufstandes oft mit erbeuteten deutschen Uniformen und Stahlhelmen. Die polnische Führung hoffte allerdings auf Luftunterstützung seitens der Westalliierten und den Einsatz der an der Westfront kämpfenden polnischen Fallschirmtruppen.

## Der Aufstand

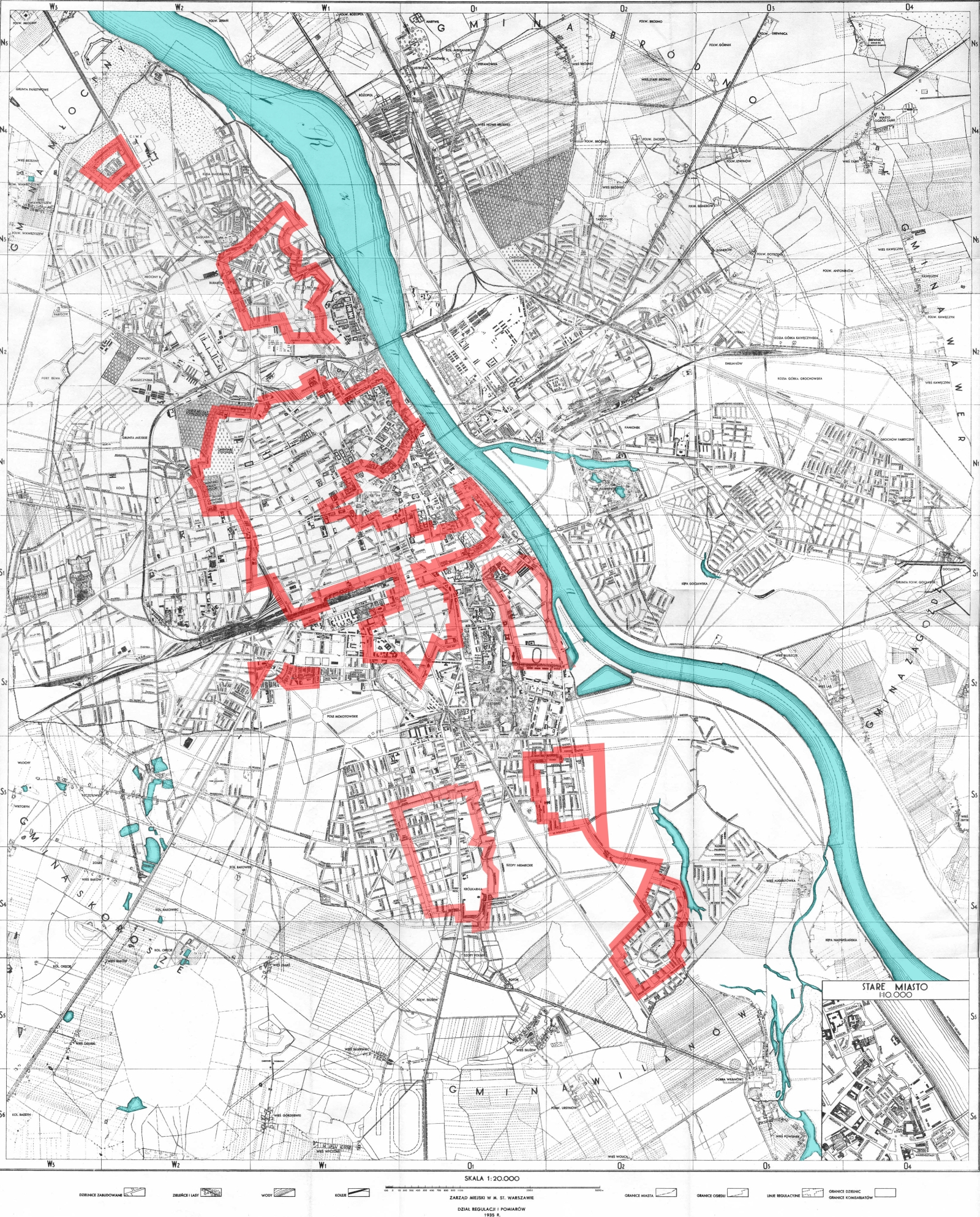
Von den Aufständischen kontrollierte Stadtgebiete (4. August 1944)

### Erhebung der Heimatarmee

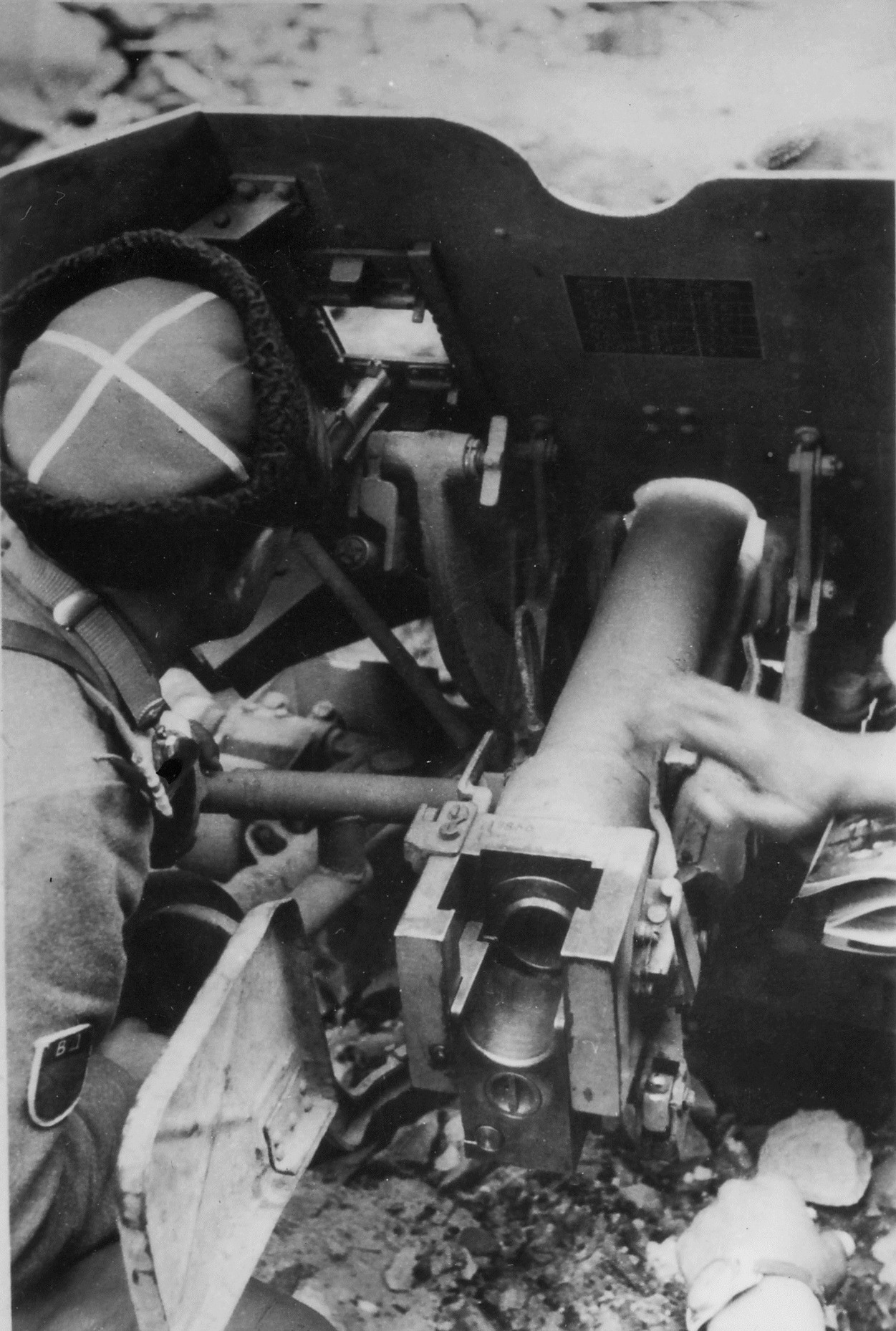
Kosake des XV. SS Kosaken-Kavallerie-Korps an einer von den Deutschen als Beutewaffe verwendeten 45-mm-Panzerabwehrkanone sowjetischer Bauart (September 1944)

Im Juli 1944 fanden mehrere geheime Sitzungen der AK-Führung in Warschau statt, in denen über verschiedene Varianten des Aufstandes debattiert wurde. Der Chef der AK in Polen, General Bór-Komorowski, äußerte bereits in der dritten Juli-Woche – auch gegenüber der Exilregierung – die Überzeugung, dass ein bewaffneter Aufstand in kürzester Zeit stattfinden müsse. Man war jedoch vor allem aufgrund des Mangels an Munition und Waffen noch unentschlossen.
In den nächsten Tagen kam es zu einer Reihe von Ereignissen, die die AK-Führung und die Exilregierung immer mehr davon überzeugten, dass die Zeit für einen bewaffneten Aufstand gekommen sei. Zum einen wusste man vom Attentat am 20. Juli auf Hitler und den gescheiterten Umsturzversuchen, zum anderen verbreiteten sich Meldungen über den erfolgreichen Ausbruch der Alliierten aus den Brückenköpfen in der Normandie. Die teilweise Evakuierung deutscher Lagerräume und des administrativen Apparates der Deutschen aus Warschau ließ einen bevorstehenden Rückzug der Wehrmacht aus Warschau und einen kurz bevorstehenden allgemeinen Zusammenbruch Deutschlands vermuten.
Außerdem zeigte die Bildung des Lubliner Komitees – einer polnischen kommunistischen Marionettenregierung – durch die Sowjetunion, dass die Sowjetunion ungeachtet aller Proteste ihre eigenen politischen Ziele durchsetzen wollte; am 29. Juli verbreitete die kommunistische AL die Falschmeldung, dass die AK-Einheiten Warschau verlassen hätten. Am gleichen Tag sendete Radio Moskau einen Aufruf in polnischer Sprache, der die Bevölkerung zur bewaffneten Erhebung aufrief: „Für Warschau, das sich nie ergeben, sondern immer gekämpft hat, hat die Stunde des Kampfes geschlagen!“. Am 31. Juli 1944 fand daraufhin eine weitere Versammlung der AK-Führung in Warschau statt, die zunächst ergebnislos endete; als jedoch am gleichen Tag um 17:30 Uhr der AK-Nachrichtendienst meldete, sowjetische Panzer hätten bereits den Stadtteil Praga östlich der Weichsel erreicht, gab der Chef der AK in Polen, General Bór-Komorowski, im Einvernehmen mit der Delegation der Exilregierung aus London, den Befehl, den Aufstand in Warschau durchzuführen. Alle AK-Verbände sollten am 1. August um 17:00 Uhr zeitgleich gegen die deutschen Besatzer losschlagen.
Es kam allerdings bereits vor der festgesetzten Stunde zu vereinzelten Feuergefechten zwischen AK-Einheiten und deutschen Truppen, da manche der Zellen zufällig von den Deutschen entdeckt wurden. Damit war das Überraschungsmoment nur in wenigen Fällen gegeben. Des Weiteren erhielten manche Einheiten den Befehl zu spät oder konnten sich bis 17:00 Uhr nicht mehr vollständig sammeln. Die AK-Zellen im Stadtzentrum litten aufgrund der kürzeren Wege in ihren Distrikten weniger unter diesem Manko. Dafür waren sie aber im Gegensatz zu den Kräften im Umland und den Vororten der Stadt schlechter bewaffnet.
Trotz dieser Faktoren gelangen den Aufständischen einige Erfolge. So konnten sie im Laufe der ersten Kampftage das 68 Meter hohe Gebäude der Versicherungsgesellschaft Prudential als weithin sichtbare Landmarke erobern. Des Weiteren brachten sie das zentrale Postgebäude der Stadt sowie das Elektrizitätswerk unter ihre Kontrolle. Einige wichtige Gebäude wie die Telefonzentrale wurden von ihnen belagert. Ebenso griffen die Widerstandskämpfer die noch bestehenden Durchgangslager planmäßig an und befreiten so zahlreiche KZ-Insassen. Im Großen und Ganzen konnten sie rund die Hälfte Warschaus links der Weichsel unter ihre Kontrolle bringen. Der polnische Befehlshaber General Bór-Komorowski schilderte die Ereignisse wie folgt:

„Punkt fünf Uhr Nachmittags blitzten, als sie aufgerissen wurden, Tausende von Fenstern. Von allen Seiten ging ein Kugelhagel auf die vorübergehenden Deutschen nieder, zerfetzte ihre marschierenden Kolonnen und prallte gegen die von ihnen besetzten Gebäude. Die Zivilisten verschwanden im Nu von den Straßen, während die sich zum Angriff sammelnden Männer aus den Häusern strömten. Binnen fünfzehn Minuten war die ganze Stadt mit ihrer Million Einwohner zum Kampfplatz geworden. Jeder Verkehr hörte auf. Der große Knotenpunkt Warschau unmittelbar hinter der deutschen Front mit seinen aus Nord, Süd, Ost und West zusammenlaufenden Straßen bestand nicht mehr. Der Kampf um die Stadt war entbrannt.“

Viele strategisch wichtige Ziele blieben aber in der Hand der deutschen Besatzungstruppen. So gelang es den AK-Kämpfern nicht, die Weichselbrücken von deutschen Truppen freizukämpfen. Damit blieb die Ost-West-Verbindung durch die Stadt für deutsche Truppenbewegungen offen, auch wenn sie von den Soldaten der Heimatarmee ständig bedroht wurde. Ebenso konnten die Deutschen die Angriffe auf die beiden Flughäfen der Stadt, die Universitätsgebäude und das Polizeihauptquartier abschlagen.
Beide Seiten hatten damit ihre Ziele verfehlt. Die Deutschen konnten den Aufstand nicht niederschlagen und die AK hatte die Schlüsselpositionen der Stadt nicht in ihrer Gewalt. Warschau glich nach den ersten Kampftagen einem „Puzzle“ aus deutsch oder polnisch kontrollierten Sektoren, Gruppen beider Seiten waren oftmals isoliert und eingekesselt. Die polnischen Widerstandskämpfer hatten allein am ersten Tag rund 2.500 Soldaten verloren, die Deutschen hatten 500 Tote zu beklagen. Am 3. August versuchten Panzereinheiten der Division Hermann Göring, die Straßenverbindung Richtung Osten wieder für den Nachschub an die Ostfront durchgängig zu machen. Sie scheiterten aber am Feuer der Aufständischen. Ein zweiter Versuch durch ein Grenadier-Regiment der Wehrmacht schlug ebenso fehl. Bei diesen Einsätzen wurden planmäßig polnische Zivilisten von deutschen Truppen als so genannte menschliche Schutzschilde missbraucht. Doch auch polnische Einheiten sollen während der ersten Stunden der Kämpfe Kriegsverbrechen begangen haben. So sollen die Insassen des deutschen Hauptverbandsplatzes in Warschau von AK-Soldaten massakriert worden sein, ebenso gefangene aserbaidschanische Hilfstruppen.

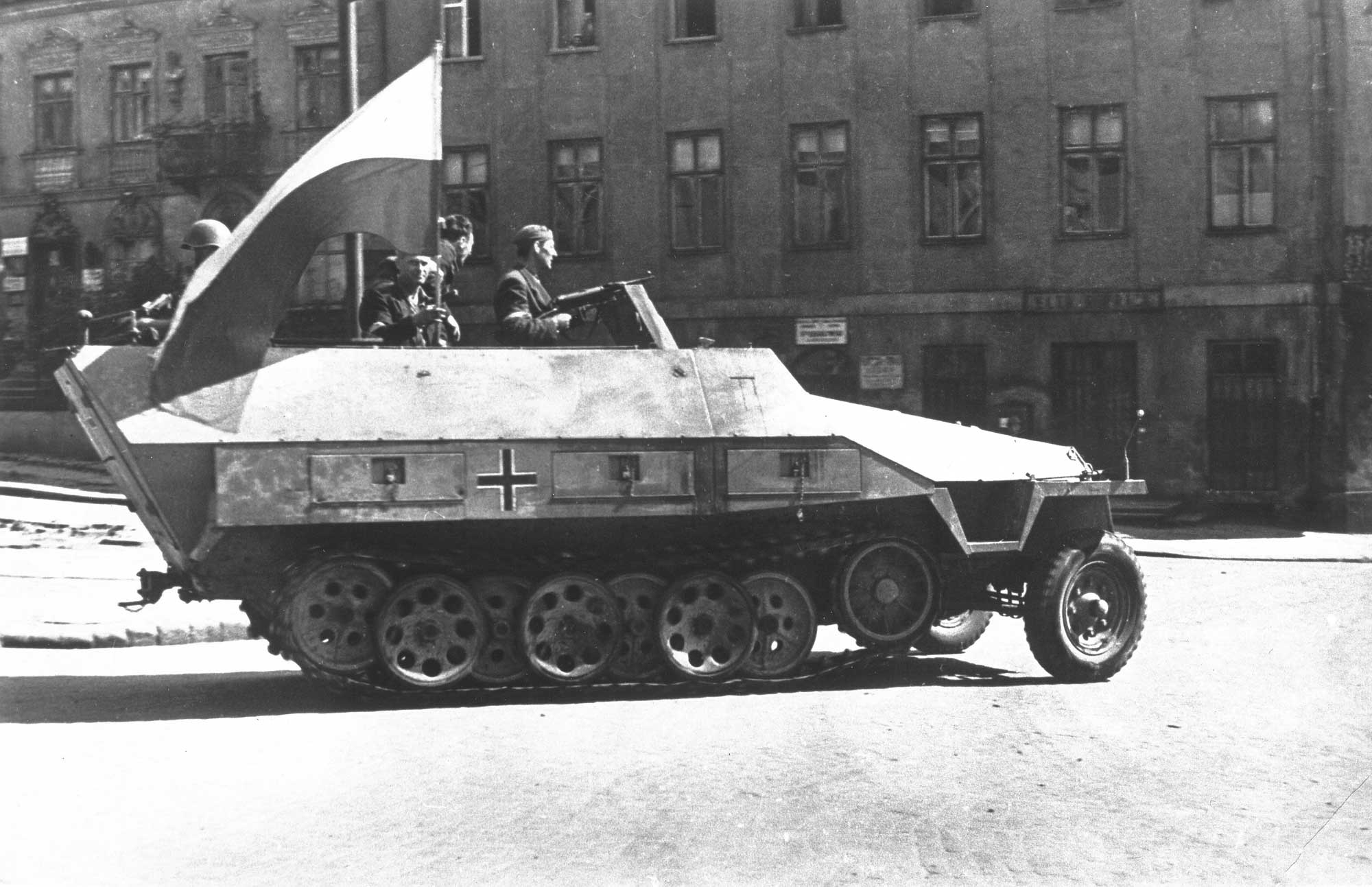
„Szary Wilk“: Von der Armia Krajowa erbeuteter Sd.Kfz. 251 der 5. SS-Panzer-Division „Wiking“

Währenddessen war dem deutschen Oberkommando klar geworden, dass die 20.000 Mann starke Warschauer Garnison, von denen lediglich 5.000 als gut ausgebildete und ausgerüstete Kampftruppen angesprochen werden konnten, nicht in der Lage war, den Aufstand niederzuschlagen. Der Vorschlag des Chefs des deutschen Heeres-Generalstabs Guderian, Warschau in die Operationszone der Wehrmacht einzubeziehen und diese für die Niederschlagung des Aufstandes verantwortlich zu machen, wurde von Hitler zurückgewiesen. Ebenso zeigte sich das Oberkommando der 9. Armee aufgrund der Kämpfe an der Ostfront sehr widerwillig, sich auch noch den Kampf gegen die Aufständischen aufbürden zu lassen. Den Auftrag zur Niederschlagung erhielt der Reichsführer SS Heinrich Himmler, der SS-Gruppenführer Heinz Reinefarth damit beauftragte, da der Stadtkommandant Warschaus Rainer Stahel in seinem Hauptquartier von Aufständischen umzingelt war. Diesem standen zunächst eine Kampfgruppe aus verschiedenen intakten und teilweise abgeschnittenen Teilen der Garnison, ein Regiment der 29. Waffen-Grenadier-Division der SS „RONA“ unter Bronislaw Kaminski, die überwiegend aus Strafgefangenen und KZ-Häftlingen bestehende SS-Sturmbrigade Dirlewanger, der Sonderverband Bergmann, SS-Polizeieinheiten aus Posen (Poznań) und ein 600 Mann starkes Sicherungsregiment – das aus nicht fronttauglichen, älteren Männern aus dem Stab der 9. Armee bestand – zur Verfügung. Außerdem bekam er Unterstützung durch die Panzerdivision Hermann Göring und das Panzergrenadierregiment 4.

### Massaker in Wola

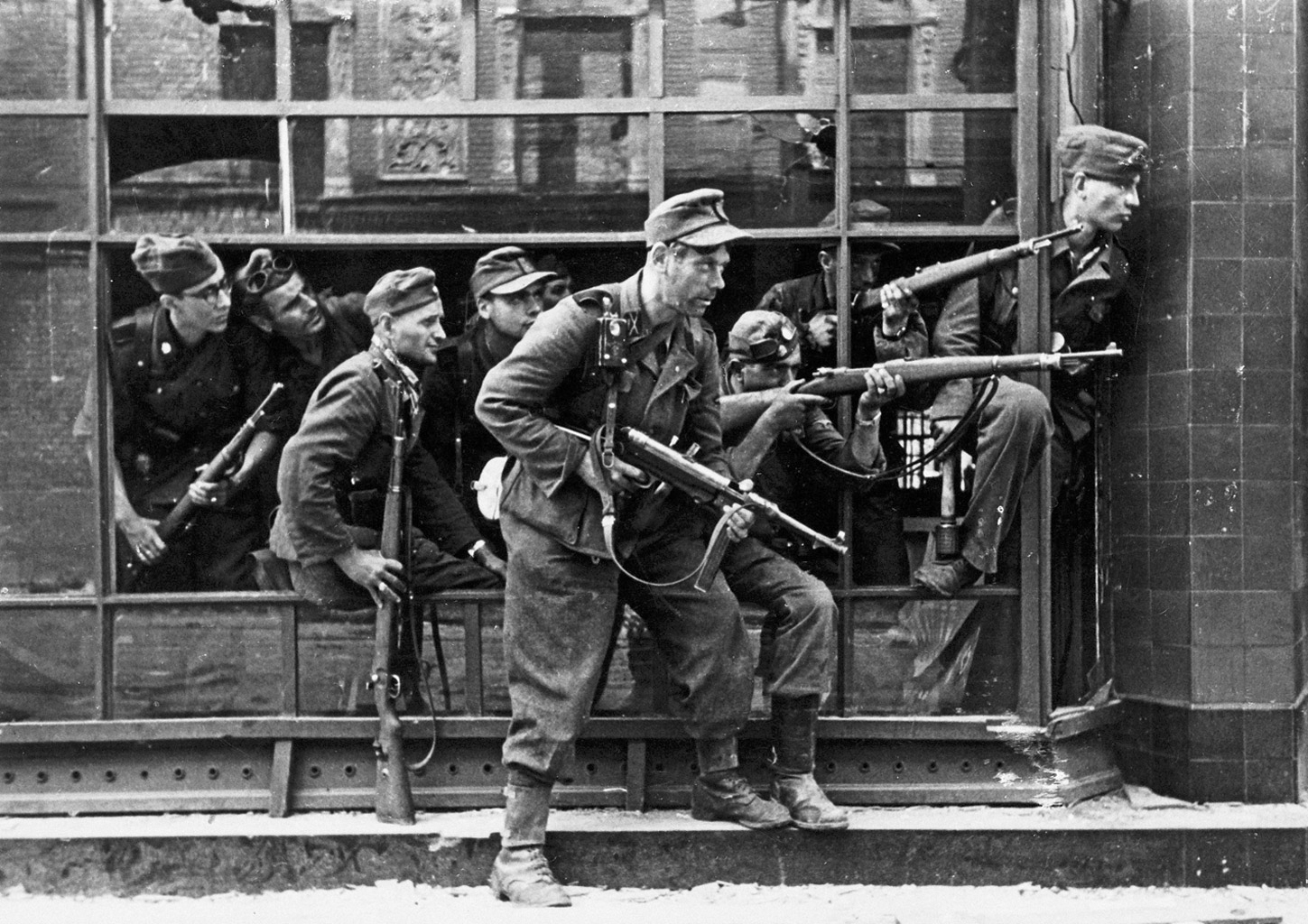
Angehörige der Waffen-SS, darunter Soldaten der SS-Sondereinheit Dirlewanger in Warschau; Aufnahme eines SS-Kriegsberichterstatters (August 1944)

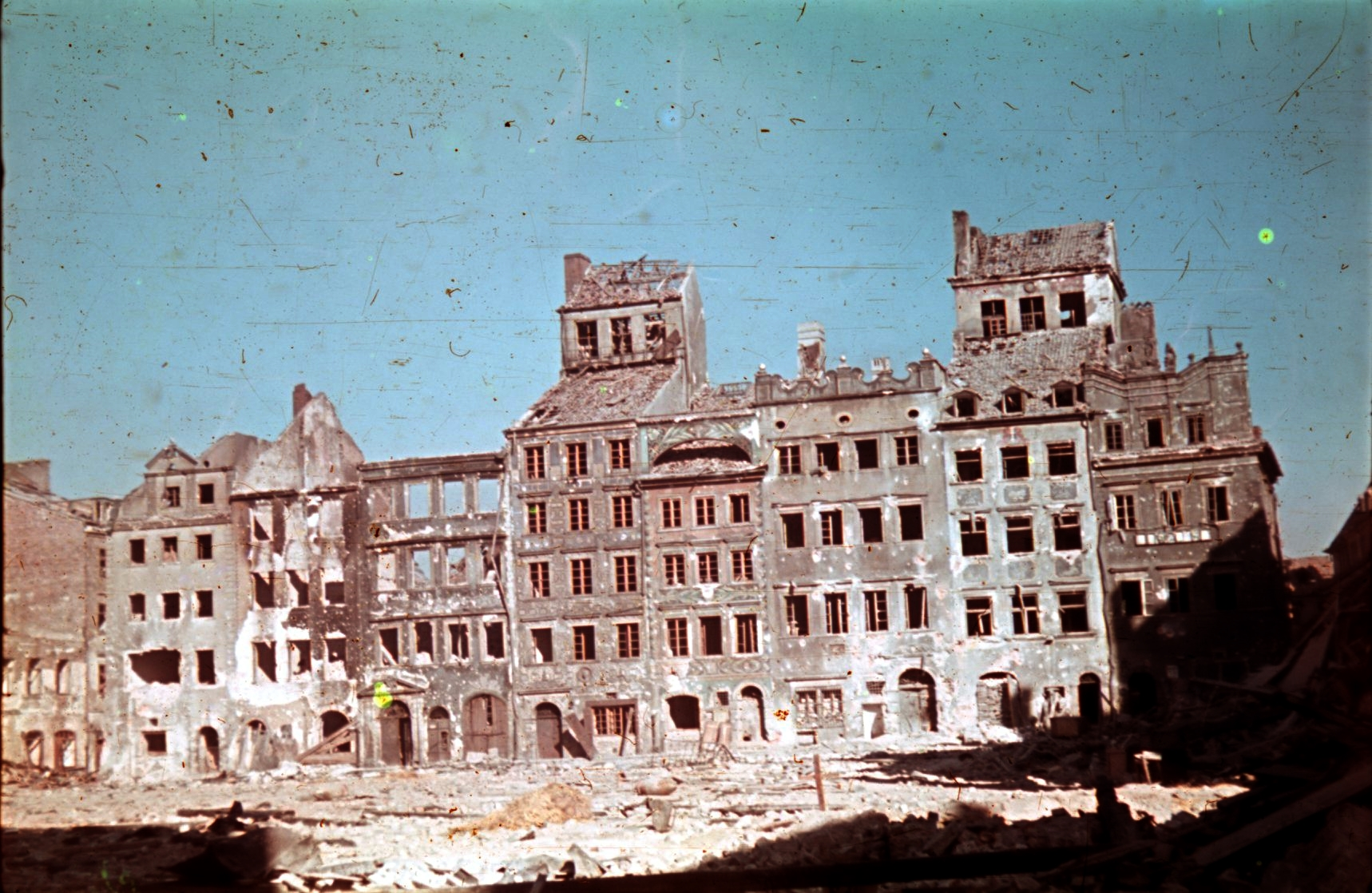
Straßenzug während des Aufstands im Kampfgebiet

Himmler hatte im Sinne Hitlers bereits Tage zuvor den Befehl gegeben, sämtliche nichtdeutschen Einwohner Warschaus ohne Ansehen von Alter, Geschlecht oder Beteiligung am Aufstand zu töten und die Stadt dem Erdboden gleichzumachen. Durch diese Anordnung wollte er den Widerstand des polnischen Volkes gegen die NS-Herrschaft ein für alle Mal brechen. Infolgedessen endete der Angriff der „Kampfgruppe Reinefarth“ gegen den westlichen Stadtteil Wola mit einem Massaker an der Zivilbevölkerung. Schätzungen zufolge töteten die deutschen Einheiten zwischen 20.000 und 50.000 polnische Zivilisten. Die Einheiten vermieden es sogar, den Kampf gegen die Heimatarmee aufzunehmen. Der Kommandeur der in Wola liegenden AK-Einheiten bezeichnete seine Verluste an Soldaten mit 20 Toten und 40 Verwundeten. Reinefarth beschwerte sich unterdessen bei seinen Vorgesetzten, dass die ihm zugeteilte Munition nicht ausreiche, um alle gefangenen Zivilisten zu erschießen. Die Wirkung des Massakers auf die Zivilbevölkerung ließ nicht auf sich warten. Wer konnte, versuchte sich in einen von Widerstandskämpfern kontrollierten Bereich der Stadt zu retten. Dadurch wurde der Kampfgeist der polnischen Soldaten gestärkt, aber es wurde damit auch der Grundstein für die Versorgungsprobleme und Überfüllung hinter den Stellungen des Widerstandes gelegt.
Am 6. August beschränkte der neu eingetroffene Oberbefehlshaber Erich von dem Bach-Zelewski den Massenmord aus taktischen Gründen. Frauen, Alte und Kinder wurden vom Erschießungsbefehl ausgeschlossen und die Durchführung des Massenmords wurde von den eigentlichen Kampfeinheiten auf speziell gebildete Einsatzgruppen hinter der Front verlagert. Damit sollte der Fortgang der Morde auch vor der Zivilbevölkerung verschleiert werden.

### Internationale Situation

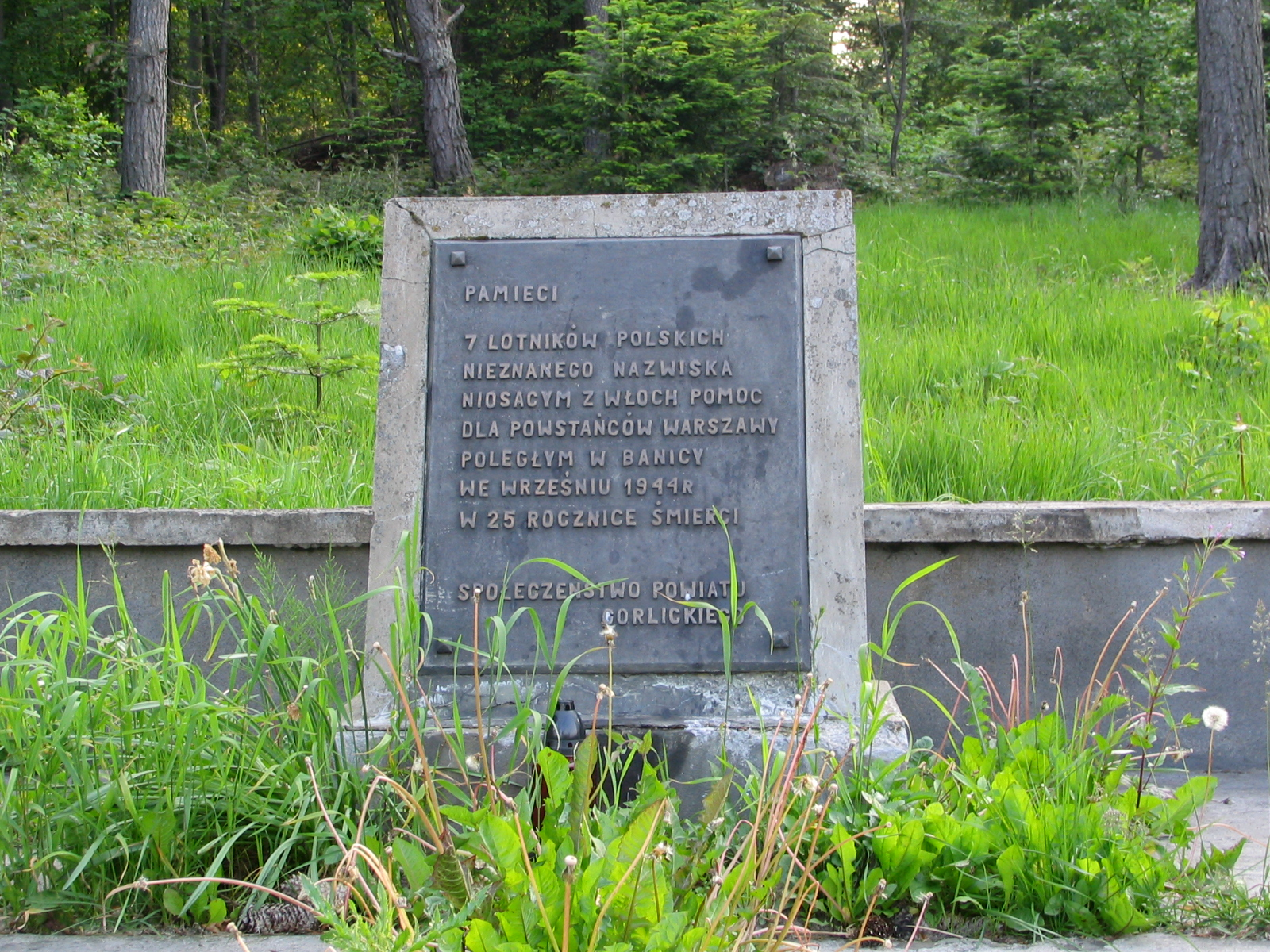
Gedenkstein für eine polnische Halifax-Besatzung, die beim Rückflug von Warschau abgeschossen wurden

Während der ersten Aufstandstage hatte sich auch die Lage der Roten Armee verändert. Im Rahmen ihrer Westoffensive wurde sie von der Wehrmacht schon am 1. August kurz vor Warschau zurückgeschlagen. Bei dem deutschen Gegenangriff wurde das führende sowjetische Panzerkorps zeitweise abgeschnitten und die Rote Armee der Initiative beraubt. Der Oberbefehlshaber der 1. Weißrussischen Front Konstantin Rokossowski sah dies allerdings nur als einen kurzzeitigen Misserfolg. Er legte bereits wenige Tage später einen Operationsplan vor, bei dem er die Einnahme Warschaus zum 10. August anvisierte. Dieser Plan wurde allerdings von höheren Stellen abgelehnt und die Rote Armee vor Warschau angewiesen, in defensiver Position zu verweilen. Aufgrund mangelnder Quellenlage ist nicht klar, ob die Ablehnung aus der politischen oder militärischen Führung der Sowjetunion herrührte.
Seit dem 30. Juli befand sich der Nachfolger Sikorskis als Premier, Stanisław Mikołajczyk, in Moskau, um die diplomatischen Spannungen mit dem sowjetischen Verbündeten auszuräumen. Ab dem 3. August traf er mehrmals mit Josef Stalin zusammen. Dieser sagte allerdings keinerlei Unterstützung für den Aufstand zu. Er forderte die Anerkennung des kommunistischen Lubliner Komitees und äußerte sich in einigen Bemerkungen sehr abschätzig über die militärischen Fähigkeiten der Aufständischen.
Unter dem Druck der fast täglich eintreffenden Hilfsanforderungen und von Lageberichten General Bórs aus Warschau traf sich Mikołajczyk außerdem mit Vertretern der kommunistischen Gegenregierung und machte diesen bezüglich der Verfassung und territorialer Fragen weitgehende Zugeständnisse. Außerdem war er bereit, dem Lubliner Ausschuss vierzehn Sitze in einer kombinierten Regierung einzuräumen. Wenige Tage später, am 9. August, sicherte Stalin ihm jegliche Unterstützung für die Heimatarmee in Warschau zu. Daraufhin verließ der polnische Premier Moskau Richtung London in dem Glauben, einen maßgeblichen außenpolitischen Erfolg erzielt zu haben. Am 16. August erfolgte aber eine weitere Kehrtwende in der Politik der Sowjetunion. In einem Schreiben an Churchill lehnte Stalin jede Hilfeleistung an den polnischen Widerstand in Warschau ab. Zudem lehnte er ein Gesuch Roosevelts ab, US-Flugzeuge auf sowjetischen Flugplätzen zwischenlanden zu lassen, um Warschau zu unterstützen. Dies war bereits mehrmals im Rahmen der Operation Frantic vorexerziert worden. Hierbei waren US-Bomber und Jäger in der Ukraine zwischengelandet und hatten jeweils auf dem Hin- und Rückflug militärische Ziele in Ungarn, Rumänien und Polen bombardiert. Die Erfolgsaussichten dieser Missionen waren aufgrund der Jagdeskorte und der schieren Anzahl der US-Bomber weitaus erfolgversprechender als die bisherigen Flüge der Royal Air Force von Italien aus.
Am 4. August starteten die ersten Flüge der alliierten Luftwaffe in Richtung Warschau. Zwei Maschinen überflogen Warschau in der Nacht des 4. August, drei weitere erschienen dort vier Nächte später. Dabei warfen polnische, britische und Dominion-Besatzungen Waffen, Munition und Versorgungsgüter ab. Die Zahl der Flüge blieb jedoch gering und völlig unzureichend. Der einzige groß angelegte Hilfsflug mit über 100 Flugzeugen erfolgte erst am 18. September durch die Amerikaner, nachdem mehrere alliierte Anfragen bezüglich der Nutzung sowjetischer Flugplätze stets ablehnend beantwortet wurden. Dies war gleichzeitig die letzte Frantic-Mission, da Stalin anschließend seine Zustimmung verweigerte.

### Kampf um die Altstadt

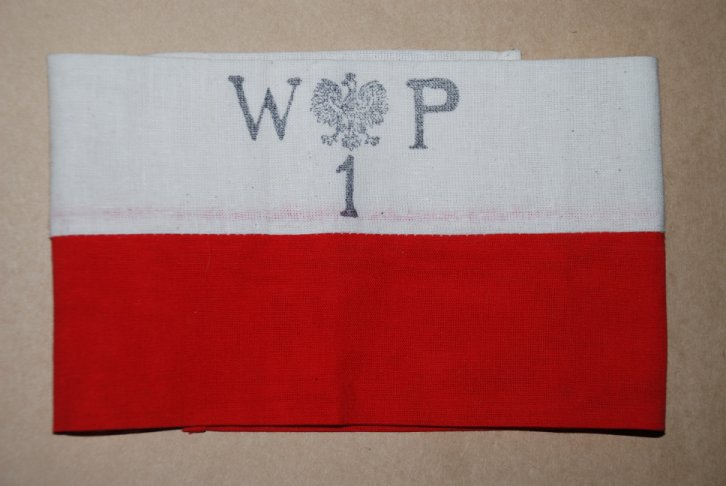
Armbinde, mit der Abkürzung WP, die viele der Aufständischen trugen. Das Kürzel steht für Wojsko Polskie (Polnische Streitkräfte).

Am 13. August 1944 begannen die Deutschen mit 39.000 Soldaten die Offensive gegen die Aufständischen in der Altstadt. Von dem Bach-Zelewski hatte dieses Ziel gewählt, um die Eisenbahnbrücken und somit die Nachschubverbindung zur 9. Armee, die an der Ostfront kämpfte, wiederherzustellen. Ihnen gegenüber standen 6.000 Kämpfer des Widerstands, die sich in dem wenige Quadratkilometer großen Stadtviertel mit rund 100.000 Zivilisten befanden. Die deutschen Truppen gingen dabei im Schutz von Panzern und unterstützt durch Artillerie und Luftwaffe entlang der Straßen vor. Diese Vorgehensweise scheiterte an der Guerillataktik der Aufständischen. Insbesondere der Einsatz polnischer Scharfschützen wurde von deutschen Stellen als besonders wirksam beschrieben. Es dauerte mehrere Tage, bis die Deutschen grundlegende Taktiken der Aufständischen übernahmen und anstatt der Bewegung unter freiem Himmel Mauerdurchbrüche und Kellergänge sowie hauptsächlich die Kanalisation zur Fortbewegung nutzten. In diesem Häuserkampf konnten sie aber ihre zahlenmäßige Überlegenheit an Menschen und schweren Waffen kaum mehr zum Tragen bringen. Der Kampf um die Altstadt wurde somit zu einer Schlacht um jeden Raum und jedes Gebäude.
Bis zum 21. August hatten die deutschen Truppen die AK auf ein Gebiet von einem Quadratkilometer zurückgedrängt. Diese hatten bis zu diesem Datum rund 2.000 Soldaten durch Tod oder Verwundung verloren. Die deutschen Verluste beliefen sich bis zum 26. August auf rund 4.000 Mann. Am 31. August entschloss sich das AK-Kommando der Altstadt, die restlichen Kämpfer und Zivilisten zu evakuieren. Sie zogen sich unbemerkt von den Deutschen über die Kanalisation in das von der AK kontrollierte Stadtzentrum zurück. Da sich die deutschen Truppen auf die Altstadt konzentriert hatten, waren die restlichen Enklaven des Widerstandes noch relativ unberührt. Der Anblick der evakuierten Zivilpersonen aus der Altstadt erwies sich für die dortige Bevölkerung oftmals als Schock. Wasser war im umkämpften Viertel knapp gewesen, da die Deutschen die Wasserversorgung der ganzen Stadt unterbrochen hatten. Die Benutzung von Brunnen bedeutete unter Artilleriebeschuss und Bombardement Lebensgefahr. Die Bemühungen der Verwaltung der Aufständischen, die medizinische Versorgung aufrechtzuerhalten, scheiterten. Ab dem 20. August waren keine Anästhetika mehr verfügbar und Operationen wurden bei vollem Bewusstsein durchgeführt. Am 22. August wurden die letzten Brotrationen an AK-Kämpfer ausgegeben.
Rund 25.000 bis 30.000 Zivilisten fanden in der Altstadt den Tod. Deutsche Stellen sprachen von rund 35.000 internierten Zivilisten nach der Eroberung des Viertels. Diese Menschen erwartete die Deportation zur Zwangsarbeit in das Deutsche Reich. Nach der vollständigen Eroberung der Altstadt am 1. September 1944 begannen deutsche Truppen verwundete Zivilisten und AK-Soldaten zu erschießen. Nur in einem Fall verhinderten befreite deutsche Kriegsgefangene, die von ihren polnischen Gegnern im selben Lazarett wie Widerstandskämpfer und Zivilpersonen versorgt worden waren, den Massenmord. Des Weiteren sind Erschießungen gefangener AK-Soldaten durch deutsche Einheiten auch während der Kämpfe belegt.
Den Aufständischen der anderen Bezirke gelang es während des Kampfs um die Altstadt, einige lokale Erfolge zu erzielen. Sie eroberten einige Enklaven, in denen sich die Besatzungstruppen gehalten hatten, darunter das Gebäude der Telefongesellschaft PAST. Als höchstes Gebäude der Stadt bedeutete seine Erstürmung am 22. August 1944 einen großen moralischen Erfolg.
Auch versuchten die Aufständischen, durch Angriffe auf strategisch wichtige Gebäude Verbindung untereinander herzustellen. Dort wo die Deutschen aber nicht selbst abgeschnitten waren, schlugen diese fehl, so dass die AK immer noch einen Flickenteppich isolierter Gebiete hielt, die untereinander nicht zusammenwirkten und auch kaum kommunizierten. Ebenso scheiterte der Versuch, größere Reserven über die umliegenden Waldgebiete in die Stadt einzuschleusen.

### Hoffnung und Agonie

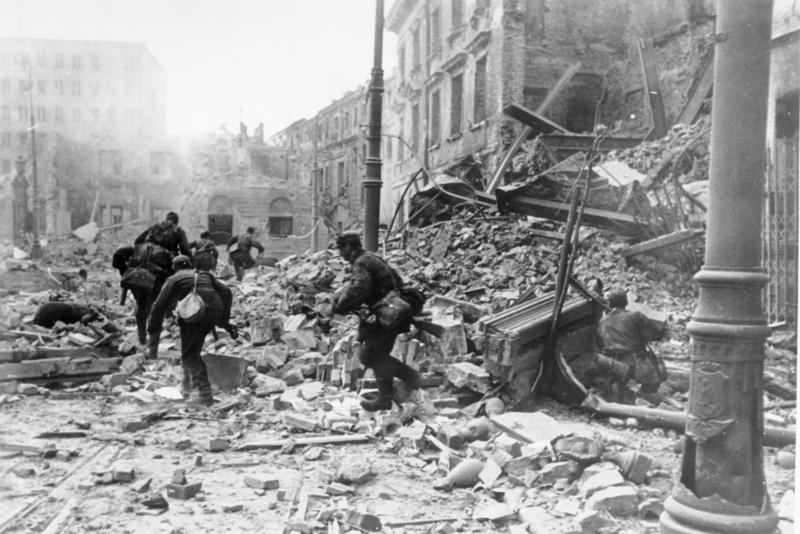
Deutsche Infanteristen in den Straßen von Warschau, Aufnahme eines deutschen Kriegsberichterstatters der Waffen-SS

Nach dem Fall der Altstadt verteidigte der Widerstand noch drei große Gebiete innerhalb der Stadt. Das Stadtzentrum war von deutschen Truppen in zwei Teile gespalten, doch umfasste es den stärksten Bezirk der AK. Hier befanden sich 23.000 Soldaten und die Verwaltung der Aufständischen war hier am weitesten fortgeschritten. Es gab Zeitungen, einen Postdienst, einen Radiosender sowie eine eigene Waffenproduktion, in der vor allem Handgranaten gefertigt wurden.
Im Süden des Zentrums lag Mokotów. Seit den ersten Aufstandstagen, an denen es zu Kämpfen und Erschießungen durch deutsche Truppen gekommen war (siehe „Befriedung Mokotóws“), war es hier relativ ruhig geblieben. Ein Versuch, die Verbindung zum Zentrum freizukämpfen, scheiterte allerdings Ende August, so dass Mokotów isoliert blieb. Im Norden des Zentrums hielten die Aufständischen mit dem Bezirk Żoliborz eine kleinere Insel des Widerstands. Auch hier war die Lage bis zum August vergleichsweise ruhig geblieben.
Das Zentrum wurde aus zwei Gründen zum nächsten Angriffsziel der deutschen Besatzer: In ihm verliefen die Straßenverbindungen Richtung Osten und es war aufgrund seiner Größe die Hauptstütze der AK. Von dem Bach-Zelewski begann den Angriff am 2. September 1944. Die Besatzer gingen dabei entlang des westlichen Weichselufers vor, um die Aufständischen von den eventuell anrückenden sowjetischen Truppen abzuschneiden. Wie in den Kämpfen um die Altstadt ergaben sich durch die zähe polnische Verteidigung hohe Verluste unter den deutschen Truppen, doch konnten die Stellungen gegen die materielle Übermacht nicht gehalten werden. Am 6. September besetzten deutsche Truppen das Elektrizitätswerk und zogen den Ring um die Aufständischen immer enger. Bór-Komorowski war von der Aussichtslosigkeit der Lage überzeugt und erbat am 8. September per Funk die Ermächtigung zur Kapitulation von der Exilregierung. Sie wurde ihm gewährt, doch änderte sich die Lage einen Tag später drastisch. Am 9. September griff zum ersten Mal die sowjetische Luftwaffe ein, bombardierte deutsche Stellungen und brach die deutsche Luftherrschaft binnen eines Tages. Tags darauf begann Rokossowskis Angriff auf den östlichen Stadtteil Praga. Daraufhin brach der polnische Oberbefehlshaber die Kapitulationsverhandlungen mit dem deutschen Befehlshaber ab. Am 14. September hatte die Rote Armee das östliche Weichselufer vollständig im Griff. Polen und Russen waren nun nur noch wenige hundert Meter voneinander getrennt.
Die Moral der AK wurde am 18. September nochmals gestärkt. Die Sowjetunion hatte nun doch einen Flug der US-Luftwaffe genehmigt. Insgesamt starteten 110 B-17 Flying Fortress, um Versorgungsgüter über der Stadt abzuwerfen. 104 schwere Bomber erreichten ihr Ziel und landeten dann auf dem sowjetischen Stützpunkt Poltawa. Aufgrund der unübersichtlichen Verhältnisse erreichten aber nur rund 20 % der Container den polnischen Widerstand. Die US-Luftwaffe beantragte die weitere Nutzung sowjetischer Flugplätze zur Durchführung der Hilfsflüge, erhielt aber bis zum Ende des Aufstandes keine Erlaubnis seitens der sowjetischen Führung. Dies blieb somit die einzige Unterstützung des amerikanischen Militärs für den Aufstand.
Bereits mehrere Tage zuvor, am 15. September, starteten drei polnische Divisionen Berlings nördlich und südlich der Stadt den Versuch, die Weichsel zu überqueren. Sie wurden dabei von sowjetischer Artillerie und der Roten Luftwaffe unterstützt. Die Kampftruppen der Roten Armee blieben aber immer noch passiv und Berling selbst beschwerte sich über den Mangel an zur Verfügung gestellter Pionierausrüstung für den Übergang. So konnten nur wenige Soldaten und ein geringer Teil an schweren Waffen übergesetzt werden. Nach einer deutschen Gegenoffensive brach Berling den Angriff am 23. September ab und befahl den Rückzug von den Brückenköpfen westlich der Weichsel.
Am gleichen Tag eroberten die deutschen Truppen Żoliborz. Nachdem die letzten dortigen AK-Einheiten kapituliert hatten, kam es zu einem Massaker an der Zivilbevölkerung. Vier Tage später kapitulierten die AK-Truppen in Mokotów. Bis zum Oktober hatten die Deutschen den Widerstand im Stadtzentrum nicht brechen können. Doch angesichts der aussichtslosen Lage des Militärs wie der Zivilbevölkerung entschied sich Bór-Komorowski zur Kapitulation. Am 1. Oktober wurde ein Waffenstillstand vereinbart, der am folgenden Tag in Kraft trat. Wenige Tage später erfolgte die Evakuierung der Soldaten und Zivilisten aus Warschau.
Einer der letzten Funksprüche der Armia Krajowa aus dem umkämpften Warschau Anfang Oktober 1944, der in London aufgefangen wurde, lautete:

„Das ist die heilige Wahrheit. Wir sind schlimmer behandelt worden als Hitlers Satelliten, schlimmer als Italien, Rumänien, Finnland. Mag Gott der Gerechte sein Urteil über die furchtbare Ungerechtigkeit fällen, die dem polnischen Volk widerfahren ist, und möge Er alle Schuldigen strafen. Unsere Helden sind die Soldaten, deren einzige Waffe gegen Panzer, Flugzeuge und Geschütze ihre Revolver und Petroleumflaschen waren. Unsere Helden sind die Frauen, die die Verwundeten pflegten und unter Kugeln Meldedienste leisteten, die in zerbombten Kellern für Kinder und Erwachsene kochten, die den Sterbenden Linderung brachten und trösteten. Unsere Helden sind die Kinder, die in den rauchenden Ruinen unschuldsvoll spielten. Das sind die Menschen Warschaus. Ein Volk, in dem solche Tapferkeit lebt, ist unsterblich. Denn jene, die starben, haben gesiegt, und jene, die leben, werden weiterkämpfen, werden siegen und wiederum Zeugnis dafür ablegen, dass Polen lebt, solange Polen leben.“

## Folgen

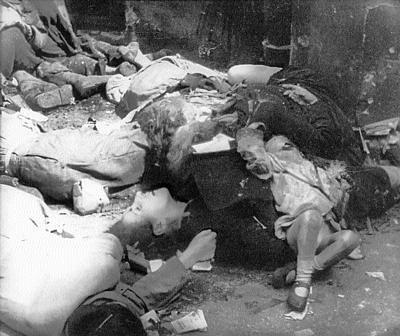
Von SS-Einheiten im August 1944 ermordete polnische Zivilisten

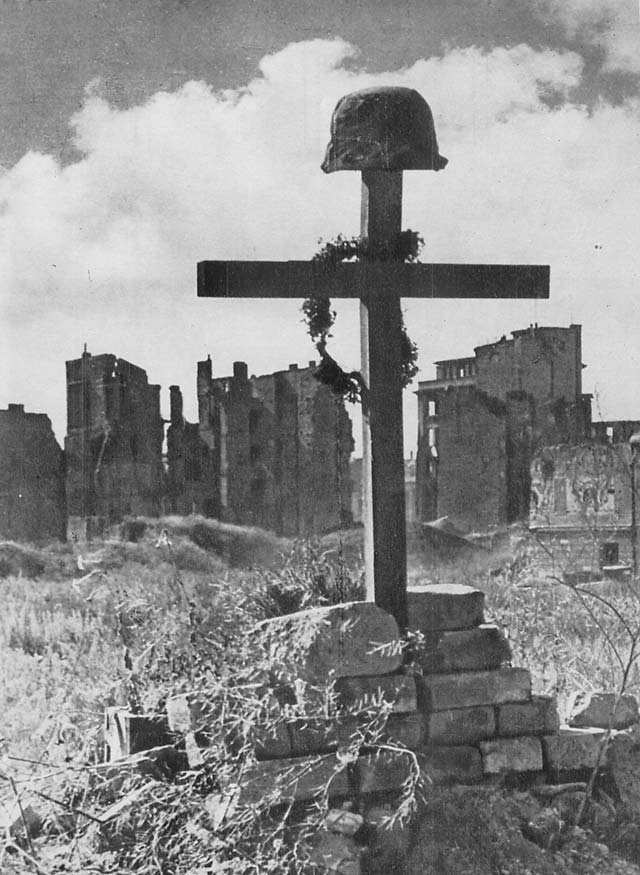
Grab eines Aufständischen, Warschau 1945

### Kriegsfolgen
Im militärischen und politischen Sinne konnte die Aufstandsführung ihre Ziele nicht durchsetzen. Der Versuch, die Besatzer aus der eigenen Hauptstadt zu vertreiben, scheiterte. Durch die Aussichtslosigkeit der militärischen Lage stärkte der Aufstand die Position der Exilregierung gegenüber der Sowjetunion nicht, sondern schwächte sie, da man auf die Hilfe der Roten Armee hoffen musste. Auf polnischer Seite starben rund 15.000 Soldaten, 25.000 wurden verwundet. Schätzungen für die Zivilbevölkerung bewegen sich zwischen 150.000 und 225.000 toten Zivilisten. Dieses massenhafte Leiden der Zivilbevölkerung machte die Exilregierung und die Aufstandsführung zum Ziel von Kritik aus dem eigenen Lager, wie von ihren kommunistischen Konkurrenten.
Auch die deutsche Seite konnte ihre anfänglichen Ziele nicht durchsetzen, da eine schnelle Niederschlagung des Aufstandes fehlschlug und die Widerstandskämpfer 63 Tage lang gegen die Besatzungstruppen kämpften. Über die Verluste der deutschen Streitkräfte gibt es zwei widersprüchliche Aussagen. Von dem Bach-Zelewski als direkt Verantwortlicher für die Operation gegen den Aufstand sprach in seinem Bericht über den Aufstand von 10.000 Toten, 7.000 Vermissten und 9.000 Verwundeten. Die Akten des Stabes der 9. Armee verzeichneten 2.000 Tote und 7.000 Verwundete, allerdings erheben diese Zahlen keinen Anspruch auf Vollständigkeit. Die Befürchtungen des Oberkommandos der 9. Armee, nämlich einer gleichzeitigen sowjetischen Offensive, bewahrheiteten sich aber nicht. Außerdem konnten nach dem Fall der Altstadt die Nachschublinien über Warschau an die Ostfront relativ schnell wiederhergestellt werden.
Die AK-Führung unter Bór-Komorowski hatte weitgehend versucht, den Anforderungen des Kriegsvölkerrechts (offenes Tragen der Waffe; Armbinden als äußerliches Erkennungszeichen) zu entsprechen, und erhob deshalb während der Kapitulationsverhandlungen für ihre Soldaten Anspruch auf den Kombattantenstatus gemäß der Haager Landkriegsordnung. Das Gleiche wurde für die kleineren Gruppierungen inklusive der kommunistischen AL vereinbart. Am 30. August hatten zudem die Westmächte die Aufständischen zu Angehörigen der alliierten Streitkräfte erklärt und mit Repressalien gedroht, sollten diese nicht als solche behandelt werden. Die Wehrmacht erkannte deshalb allen etwa 17.000 Gefangenen seit Beginn des Aufstandes (auch den Angehörigen der kommunistischen Armia Ludowa) den Kombattantenstatus zu. Außerdem sollten Transport und Bewachung von Kämpfern und Zivilisten nur durch reguläre Wehrmachteinheiten, nicht aber durch die SS durchgeführt werden. Ein Problem ergab sich durch die 2000 bis 3000 Frauen, die sich unter den Gefangenen befanden. Bisher war kämpfenden Frauen der Kombattantenstatus nicht zuerkannt worden, laut den Kapitulationsverhandlungen standen sie nun allerdings unter dem Schutz des Kriegsvölkerrechts. In den Verhandlungen war auf Wunsch der Widerständler ein Passus aufgenommen worden, der Frauen und Jugendlichen ermöglichte, sich freiwillig als Zivilisten zu bekennen. Die deutsche Kriegsgefangenenverwaltung begann deshalb bald damit, unter Berufung auf diese Bestimmung die Frauen zwangsweise in das Zivilistenverhältnis zu überführen. Erst durch die Proteste des CVJM und des IKRK erhielten die Frauen ab Dezember 1944 wieder den Kombattantenstatus.
Ebenso hatten die Widerständler dem deutschen Befehlshaber von dem Bach-Zelewski die Zusage abgerungen, Repressalien gegen die Zivilbevölkerung zu unterlassen. Gegenüber den AK-Kämpfern wurden diese Versprechen weitgehend eingehalten, gegenüber den Zivilisten jedoch nur teilweise. Die Warschauer Bevölkerung wurde über das Durchgangslager 121 Pruszków aus der Stadt deportiert. Von hier aus gelangten 100.000 Warschauer nach dem Ende der Kämpfe als Zwangsarbeiter in das Deutsche Reich. Weitere 60.000 wurden in die Konzentrationslager Auschwitz, Mauthausen und Ravensbrück verbracht. Nach dem Sieg über die polnischen Kräfte verfügte Heinrich Himmler die völlige Zerstörung der polnischen Hauptstadt. Bis zur Eroberung durch die Rote Armee beschäftigten sich deutsche Truppen mit Sprengungen und Brandstiftungen in der Stadt. Sie konzentrierten sich hierbei vor allem auf kulturell bedeutsame Einrichtungen, wie Schlösser, Bibliotheken und Denkmäler. Durch die Kämpfe des Aufstandes waren rund ein Viertel der Vorkriegsbausubstanz der Stadt zerstört worden. Den deutschen Zerstörungsmaßnahmen nach der Kapitulation fiel ein weiteres Drittel zum Opfer. Warschau war zum Zeitpunkt der Eroberung durch die Rote Armee größtenteils unbewohnbar.

### Weitere Entwicklung in Polen
Am 31. Dezember 1944 erkannte die UdSSR das Lubliner Komitee einseitig als einzige rechtmäßige Regierung Polens an. Zuvor war der polnische Premier Mikołajczyk erfolgreich von den Westalliierten und der Sowjetunion zur Anerkennung der Westverschiebung Polens gedrängt worden. Die sowjetische Seite hatte dessen Zustimmung sowieso nicht abgewartet. Das NKWD hatte im Oktober 1944 mit der Zwangsumsiedlung von Polen aus den ehemaligen polnischen Ostgebieten 1944–1946 begonnen.
Als einer der ersten westlichen Beobachter sah George Orwell den Weg Polens in einen von der Sowjetunion abhängigen Satellitenstaat:

“No, the 'Lublin Regime' is no victory for socialism. It is the reduction of Poland to a vassal state … Woe to those who want to maintain their independent views and policies.”

„Nein, das ‚Regime von Lublin‘ ist kein Sieg des Sozialismus. Es ist die Herabsetzung Polens zu einem Vasallenstaat. … Wehe denen, die ihre unabhängigen Ansichten und politischen Ziele behalten wollen.“

Dieses Bestreben, die nicht von Moskau abhängigen Kräfte zu unterdrücken, richtete sich auch stark gegen die ehemaligen Widerstandskämpfer. Als die Rote Armee am 17. Januar 1945 auch den westlichen Teil der Stadt im Rahmen der Weichsel-Oder-Operation eroberte, erging der Befehl an die nachrückenden NKWD-Truppen, noch eventuell vorhandene AK-Elemente einzusperren. Das Lubliner Komitee hatte schon während des Aufstandes in seinen Schriften die AK als Verräter und als von Volksdeutschen unterwandert bezeichnet. Die Führung der Heimatarmee wurde der Kollaboration mit Deutschland bezichtigt.
Im Polen der Nachkriegszeit wurden diese Tendenzen auch schnell mit Hilfe der sowjetischen Sicherheitsdienste vorangetrieben. Im Juni 1945 wurde in Moskau ein Schauprozess gegen den letzten AK-Befehlshaber nach Bór-Komorowski Leopold Okulicki und mehrere Führer polnischer Parteien veranstaltet. Es wurden Freiheitsstrafen von vier Monaten bis zu zehn Jahren verhängt. Mehrere Verurteilte starben unter ungeklärten Umständen in den sowjetischen Straflagern. Nach diesem Beispiel richtete sich auch die Behandlung der einfachen Soldaten in Polen selbst. Einige von ihnen wurden in die Sowjetunion deportiert oder in ihrem Heimatland ins Gefängnis geworfen. In Polen selbst folgten Schauprozesse gegen AK-Soldaten bis in die 50er-Jahre. Sie galten als Verstoßene Soldaten. Des Weiteren waren ehemalige Widerstandskämpfer vom Studium und einer beruflichen Karriere in der kommunistischen Planwirtschaft ausgeschlossen. Ebenso wurde versucht, die Erinnerung an den Aufstand durch die Politik des Einparteienstaates zu vereinnahmen. In den ersten Nachkriegsjahren, als der Stalinismus in Polen durchgesetzt wurde, wurde der Aufstand von staatlichen Stellen komplett übergangen.
Im Zuge der Tauwetter-Periode nach dem Tod Stalins wurden diese Restriktionen gelockert. Am 1. August 1957 wurde das erste Mal im Nachkriegspolen von offizieller Seite des Aufstandes gedacht. Die Kriminalisierung der Aufstandsführung wurde aber in der Propaganda weiter aufrechterhalten. Allerdings versuchte die Regierung, durch die Würdigung der Leistung der Bevölkerung und der einfachen Soldaten den Aufstand für die Legitimation der eigenen Ideologie zu nutzen. In den 60er-Jahren wurden diese Tendenzen noch verstärkt, als man in begrenztem Ausmaß nationalistische Töne dem Andenken des Aufstandes beimischte. Die erste nicht staatlich kontrollierte Diskussion über den Aufstand fand erst im Samisdat in der Ära der Solidarność-Bewegung der 80er-Jahre statt.

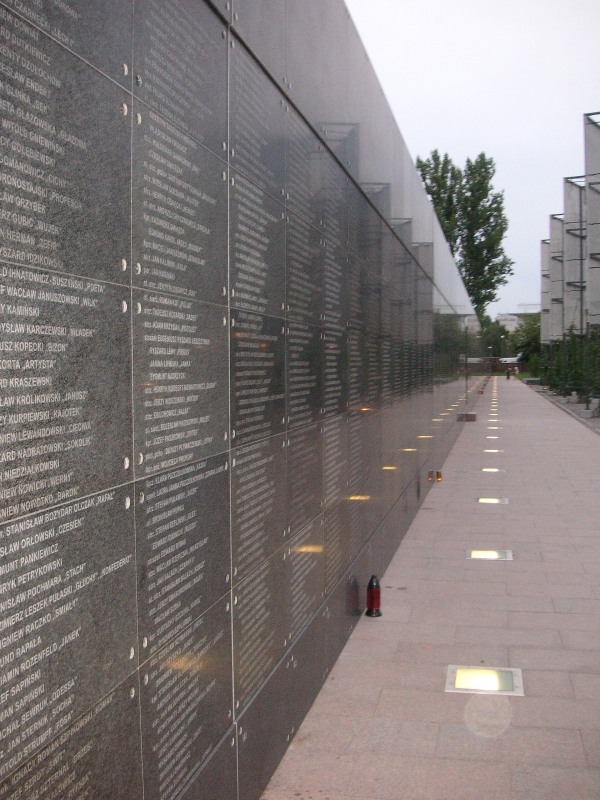
Wand der Erinnerung, 2004

Die Führung der Sowjetunion behielt den Warschauer Aufstand jedoch im Gedächtnis. Während in der DDR 1953, in Ungarn 1956, in der Tschechoslowakei 1968 sowjetische Panzer die Moskauer Parteilinie brutal durchsetzten, blieb Polen in den Krisenjahren 1956, 1970, 1976 und 1980 eine Militärintervention der Sowjetunion erspart. Somit war es möglich, dass sich in Polen eine der liberalsten Gesellschaften Osteuropas entwickeln konnte.

### Verfolgung der Kriegsverbrecher
Die Verfolgung der deutschen Kriegsverbrecher von Warschau blieb gering. Bronislaw Kaminski wurde am 28. August 1944 von den Deutschen, angeblich wegen seines brutalen Vorgehens, erschossen. Oskar Dirlewanger starb unter ungeklärten Umständen in französischer Gefangenschaft. Erich von dem Bach-Zelewski, der den Kampf gegen die Aufständischen befehligt hatte, wurde in den 1960er-Jahren in der Bundesrepublik zu lebenslanger Haft verurteilt – allerdings für Morde, die er als SS-Führer vor Kriegsausbruch befohlen hatte. Der SS-Offizier Heinz Reinefarth wurde nach dem Krieg Abgeordneter im Landtag von Schleswig-Holstein und Bürgermeister von Westerland.

## Kontroverse um die Rolle der Roten Armee

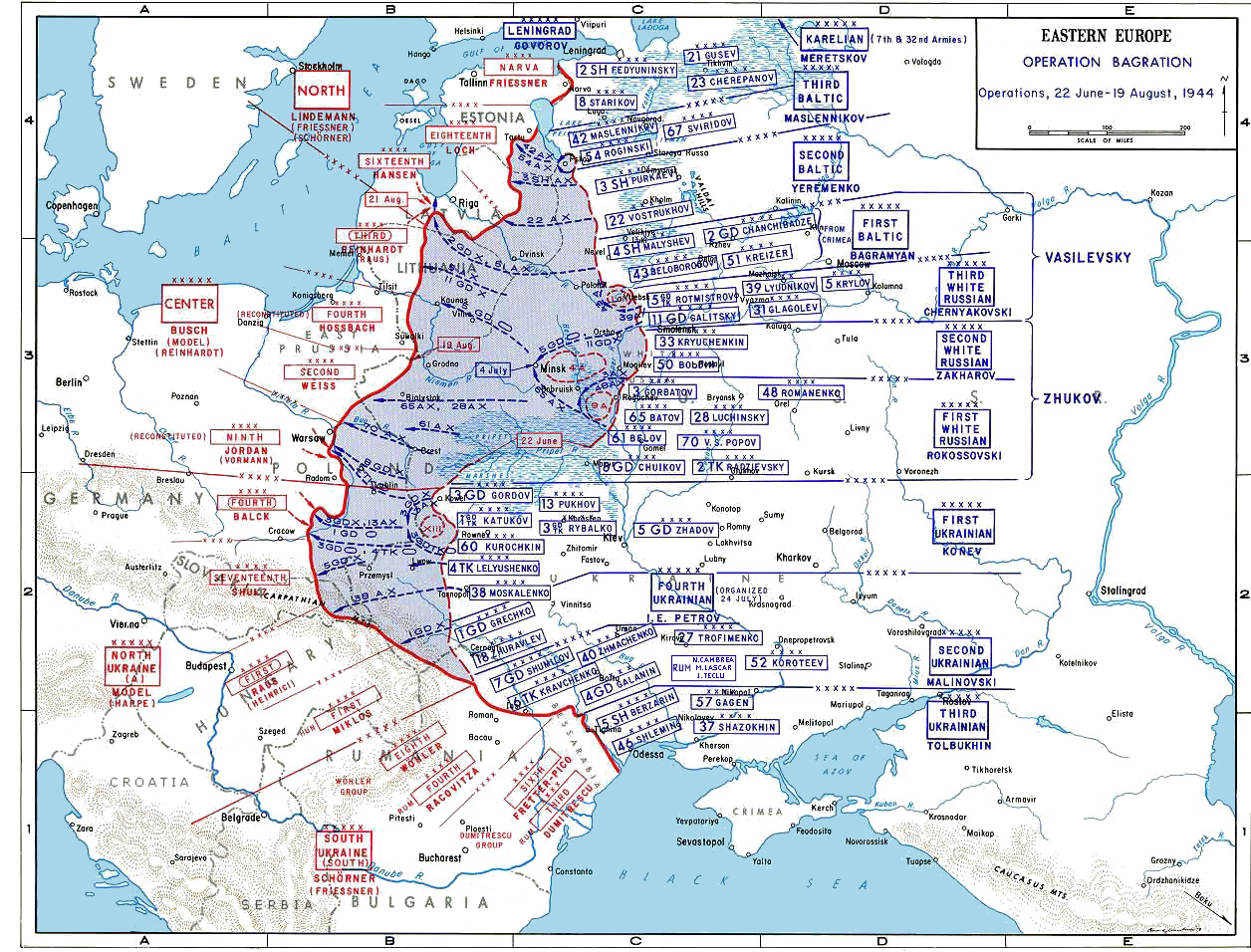
Situation der Roten Armee (22. Juni bis 19. August 1944)

Die sowjetische Regierung gab an, vor dem Aufstand nicht informiert worden zu sein. Am 16. August stellte sie gegenüber den Westmächten fest, „dass die Aktion in Warschau ein unüberlegtes, furchtbares Abenteuer darstellt, das die Bevölkerung große Opfer kostet. Das hätte vermieden werden können, wenn das sowjetische Oberkommando vor Beginn der Warschauer Aktion informiert worden wäre und die Polen mit ihm Verbindung unterhalten hätte. Angesichts der entstandenen Lage ist das sowjetische Oberkommando zu der Schlussfolgerung gelangt, dass es sich von dem Warschauer Abenteuer distanzieren muss.“
In der ersten Hälfte des August 1944 stieß die 2. Panzerarmee der 1. Weißrussischen Front vor Praga in der Panzerschlacht vor Warschau auf den Widerstand des III. Panzerkorps, welches zusammen mit dem IV. SS-Panzerkorps operierte. Die sowjetischen Truppen verloren etwa 500 Panzer. Infolge des deutschen Gegenangriffs schmolz die Zahl der Panzer der Front bis Anfang August auf 236 zusammen. Auf ihrem linken Flügel bildete sie zusammen mit der 1. Ukrainischen Front mehrere Brückenköpfe über die Weichsel, die jedoch nicht erweitert werden konnten. Auf dem rechten Flügel erzielten die sowjetischen Verbände erst Ende August den Durchbruch zum Narew, der für die Flankensicherung unumgänglich war. Ende August gingen die Verbände der Roten Armee deshalb in die Verteidigung über, nachdem die 1. Weißrussische Front allein im August und Anfang September 166.808 Mann verloren hatte. Zur Hilfe der Aufständischen wurde nur die 1. Polnische Armee (Berling-Armee) angesetzt, nachdem die 47. Armee der 1. Weißrussischen Front am 14. September endlich Praga eingenommen hatte. Die polnischen Divisionen überquerten ab dem 16. September die Weichsel und bildeten einige Brückenköpfe, die jedoch unter starkem deutschen Druck schon am 23. September wieder aufgegeben werden mussten. Die 1. Polnische Armee hatte allein in diesen Tagen etwa 3700 Soldaten verloren. Gleichzeitig mit dem Vorstoß setzte auch die sowjetische Luftunterstützung durch die 9. Garde-Nachtbomberdivision und die 16. Luftarmee ein und sowjetische Flugzeuge überflogen nach über fünf Wochen wieder die Stadt. Nach sowjetischen Angaben flogen diese vom 14. September bis zum 1. Oktober 2.243 Einsätze und versorgten die Armia Krajowa dabei mit 156 Granatwerfern, 505 Panzerbüchsen, 2.667 Schusswaffen, 41.780 Granaten, drei Millionen Patronen, 113 Tonnen Lebensmitteln und 500 kg Medikamenten. Viele Fallschirme öffneten sich jedoch nicht, so dass viele Behälter auf dem Boden zerschellten.
Schon damals, aber auch besonders in der Folge des Aufstandes, entbrannte eine Kontroverse um das Verhalten der Sowjetunion bezüglich des Aufstands. Bereits am Tag nach dem Beginn der Kämpfe äußerte sich der Befehlshaber der polnischen Truppen im Westen General Władysław Anders in einem privaten Brief wie folgt: „Nicht nur werden die Sowjets sich weigern, unserem geliebten, heldenhaften Warschau zu helfen, sondern sie werden mit der größten Freude zuschauen, wie das Blut unserer Nation bis zum letzten Tropfen versickern wird.“ Für diese Sicht der Dinge und die mangelnde Hilfsbereitschaft der Sowjetunion sprechen folgende Punkte:
- Moskau genehmigte auf Drängen Großbritanniens und der USA nur einen Hilfsflug der Alliierten, obwohl die US-Luftwaffe zu weiteren bereit war.
- Erst ab dem 9. September, also mehr als einem Monat nach Beginn des Aufstandes, erfolgten sowjetische Luftangriffe auf deutsche Stellungen in Warschau.
- Stalin entschied, den Schwerpunkt der Offensive auf die ukrainischen Fronten in Richtung Slowakei zu verschieben, was vielfach als mangelnder Hilfswille gegenüber der AK interpretiert wurde.
- An Berlings Entsatzversuch nahmen keine sowjetischen Kampftruppen teil.
- Das NKWD ergriff sowohl vor als auch nach dem Aufstand äußerst repressive Maßnahmen gegen AK-Einheiten.
- Die Propaganda des von den Sowjets gesteuerten Lubliner Komitees kriminalisierte die AK bereits, als der Aufstand noch im Gange war.[106][107]

Aufgrund des fehlenden Zugangs zu sowjetischen Archivakten ist es schwierig, einen eindeutigen Haltebefehl für Rokossowskis Truppen, wie er oft in populärwissenschaftlichen Arbeiten postuliert wird, nachzuweisen. Außer Frage steht, dass die Armia Krajowa als bewaffneter Arm der polnischen Exilregierung einen potenziellen Konkurrenten zur von Moskau präferierten Polnischen Arbeiterpartei (PPR) und dem gleichzeitig existierenden Lubliner Komitee darstellte. Die Niederlage der AK erleichterte es der sowjetischen Führung, die politischen Verhältnisse im Nachkriegspolen zu ordnen, ohne auf sie Rücksicht nehmen zu müssen. In der heutigen öffentlichen Meinung Polens hält sich deshalb die Ansicht, die Sowjetunion habe die polnischen Widerstandskämpfer absichtlich ausbluten lassen. Der US-amerikanische Historiker Gerhard Weinberg bezeichnete das Vorgehen der Wehrmacht und der Roten Armee während des Aufstands als „eine Art Neuauflage des Hitler-Stalin-Pakts von 1939 gegen Polen.“
Im Forschungsband Das Deutsche Reich und der Zweite Weltkrieg, das vom Militärgeschichtlichen Forschungsamt der Bundeswehr herausgegeben wird, bringt der Militärhistoriker Karl-Heinz Frieser hingegen Belege vor, die gegen ein Kalkül Stalins sprechen, die Warschauer Aufständischen von der Wehrmacht liquidieren zu lassen. So war die Rote Armee infolge ihres raschen Vormarschs und der damit verbundenen Nachschubprobleme sowie wegen des massiven deutschen Widerstands mehrere Wochen lang nicht zu Entlastungsangriffen in der Lage. Die aus polnischen Streitkräften bestehende Berling-Armee, die auf Seiten der Roten Armee kämpfte, versuchte, am Westufer der Weichsel einen Brückenkopf zu errichten, musste sich jedoch zurückziehen, nachdem innerhalb weniger Tage beinahe 5.000 Mann gefallen waren.
Auch die sowjetische Seite verwies auf die militärische Lage, die eine umfangreichere Unterstützung des Aufstandes nicht zugelassen habe. Hohe Militärs wie die Marschälle Rokossowski und Schukow äußerten sich in dieser Hinsicht. Zusätzlich verwies die offizielle sowjetische Historiographie später auf die angebliche Weigerung der Armia Krajowa, mit der Roten Armee zu kooperieren. So hätten sich die Polen geweigert, in den Weichselbrückenköpfen zusammen mit den sowjetischen Verbänden zu kämpfen.

## Rezeption und Würdigung

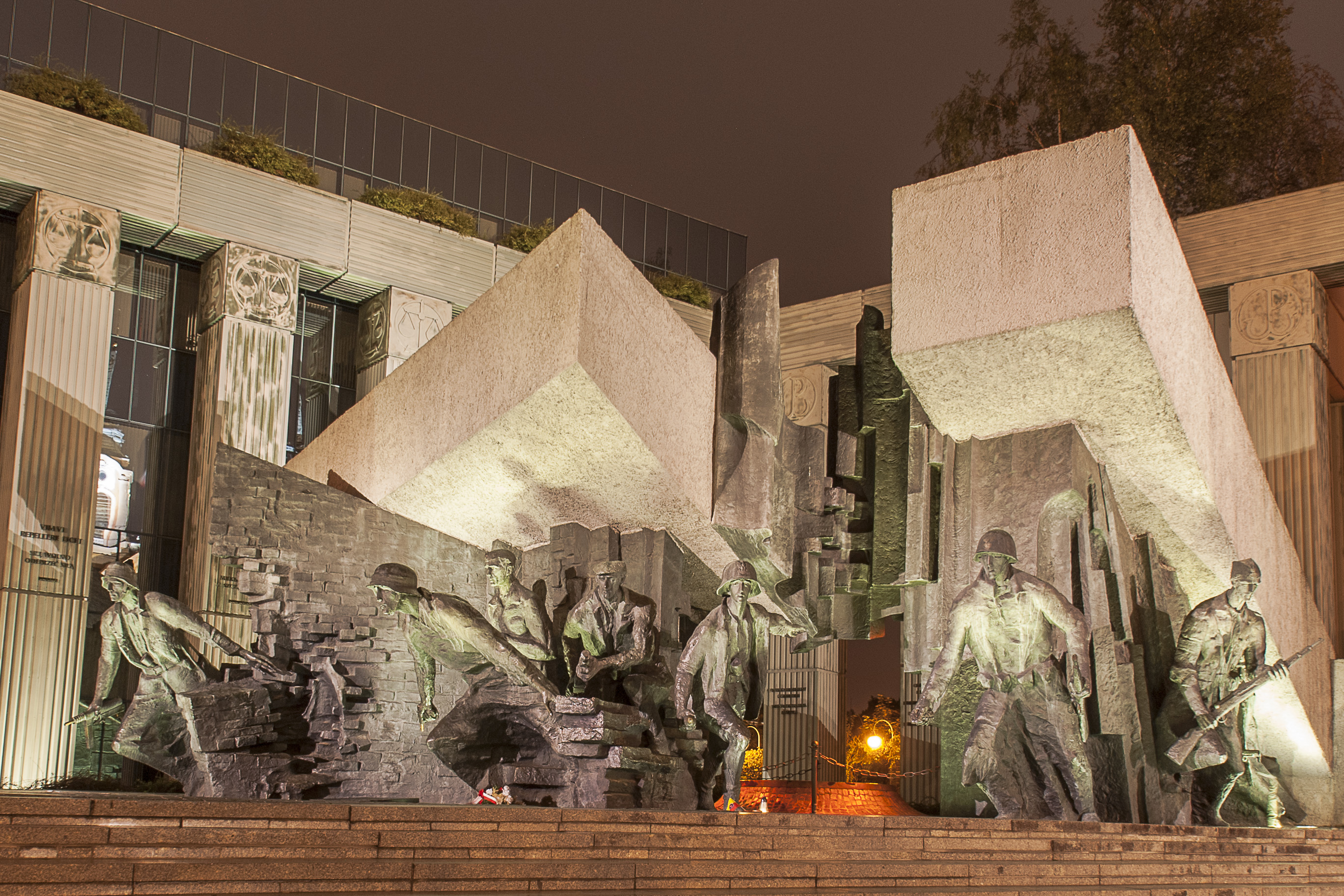
Denkmal des Warschauer Aufstandes

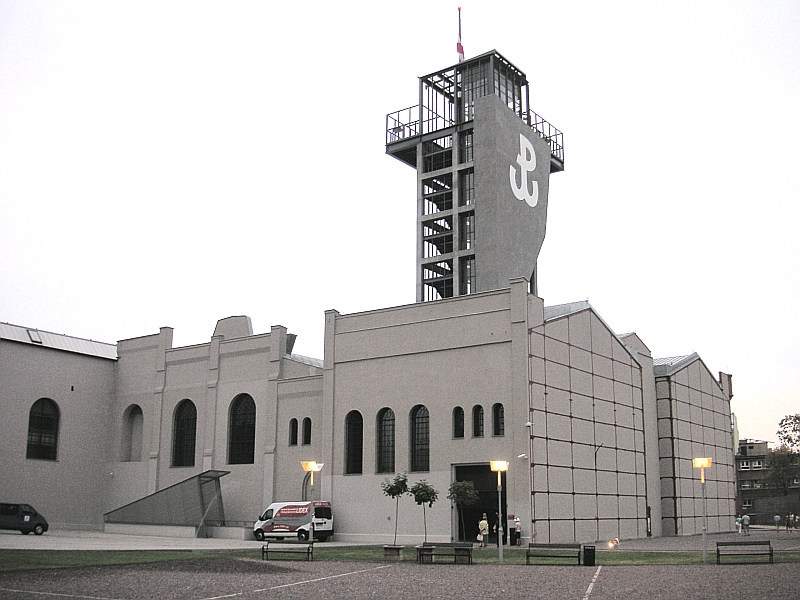
Museum des Warschauer Aufstandes

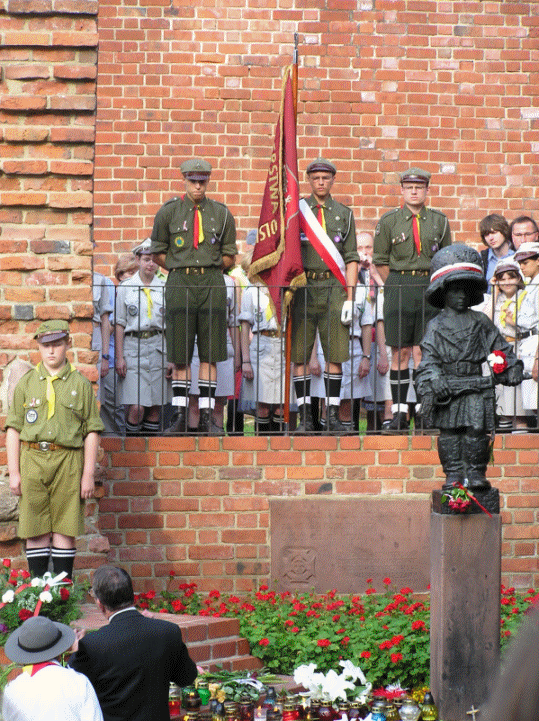
Gedenkfeier einer Pfadfinderorganisation am Denkmal des Kleinen Aufständischen in Warschau

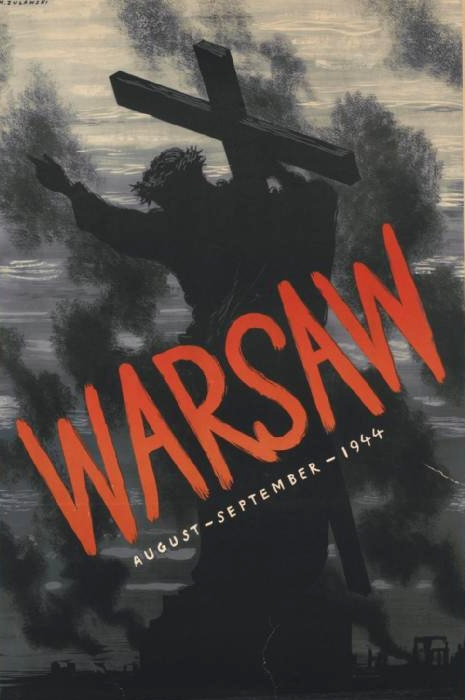
Plakat von Marek Żuławski

Nach der Wende wurden die politischen Aspekte des Aufstandes in der polnischen Öffentlichkeit heiß debattiert. Generell wurde der Aufstand in der neuen Demokratie positiv bewertet. Laut einer Umfrage von 1994 sah eine Mehrheit der Polen den Aufstand als ein wichtiges historisches Ereignis. Im selben Jahr sorgte das Gedenken an den Aufstand für zwei außenpolitische Kontroversen. Die Absage der Teilnahme des russischen Präsidenten Boris Jelzin an den Gedenkfeiern sorgte für Unmut in Polen. Zudem sorgte der deutsche Bundespräsident Roman Herzog für Irritationen, als er in einer Rede vor den Feiern den Warschauer Aufstand mit dem Aufstand im Warschauer Ghetto verwechselte. Der deutsche Historiker Martin Zückert hält fest, dass der Warschauer Aufstand zusammen mit dem Slowakischen Nationalaufstand die „größte Erhebung gegen das nationalsozialistische Herrschaftssystem“ in Ostmitteleuropa war.

### Denkmal des Warschauer Aufstandes
Am 1. August 1989 wurde auf dem Krasiński-Platz vor dem Gebäude des Obersten Gerichts das Denkmal des Warschauer Aufstandes (Pomnik Powstania Warszawskiego) enthüllt.

### Museum des Warschauer Aufstandes
2004 wurde im Stadtbezirk Wola, im ehemaligen Elektrizitätswerk der Straßenbahn an der Przyokopowa-, Ecke Grzybowska-Straße, das Museum des Warschauer Aufstandes (Muzeum Powstania Warszawskiego) eröffnet. Das ursprüngliche, nach dem Krieg vollkommen wieder erbaute Gebäude stammte von 1908. Das nach Plänen von Wojciech Obtułowicz umgestaltete Haus wurde als Museum 2004 eröffnet; das Ausstellungskonzept stammt von Mirosław Nizio, Jarosław Kłaput und Dariusz Kunowski mit modernsten Multimedia-Techniken. Ein 35-Meter-Turm stellt darin das Symbol des kämpfenden Polens dar. Im Hof eine lange Mauer der Erinnerung mit den Namen von über 6.000 Kämpferinnen und Kämpfern, die von Angehörigen z. T. immer noch ergänzt werden. 2005 wurde auch eine Museumskapelle von Józef Kardinal Glemp auf den Namen von Józef Stanek geweiht.

### Gedenktag des Warschauer Aufstands
Jährlich wird am Gedenktag des Warschauer Aufstands am 1. August landesweit des Befreiungsversuchs und seiner Opfer gedacht.

## Filme
- Paul Meyer: Konspirantinnen. Dokumentarfilm. Deutschland, 2006, 88 Min. (Viele historische Aufnahmen. Interviews mit Frauen, die als Soldatinnen am Aufstand teilgenommen hatten und in den Emsland-Lagern interniert worden waren. Am 12. April 1945 erreichten polnische Soldaten der Alliierten das Lager Oberlangen. Der Film zeigt auch, wie die Erfahrungen aus dem Widerstand das ganze weitere Leben dieser Frauen verändert und geprägt hatte. Paul Meyer, geboren 1945, wuchs im Emsland auf und war u. a. Dozent am Soziologischen Institut der Universität Freiburg; 1998 war er Grimme-Preisträger.)
- Christophe Talczewski (Fernsehregie): Verraten und verloren. Die Helden des Aufstands von Warschau. Dokumentation historischer Aufnahmen, Polen, Frankreich; 2013, 52 Min.

Bekannt sind heute vier dramatisierte Verfilmungen:
- Andrzej Wajda: Der Kanal (1956. Der Film wirkt dokumentarisch, hat aber gar nicht diesen Anspruch und beschreibt, ausgehend von autobiografischen Aufzeichnungen eines Überlebenden (Jerzy Stefan Stawiński), das Schicksal einer Widerstandsgruppe, die sich in die Kanalisation unter Warschau zurückziehen muss.)
- Roman Polański: Der Pianist (2002. Nach dem Drama von Władysław Szpilman. Der mit drei Oscars ausgezeichnete Film behandelt auch den Aufstand im Warschauer Ghetto und den Warschauer Aufstand.)
- Jan Komasa: Warschau ’44 (Originaltitel: Miasto 44 von 2014. Im Film werden die Auswirkungen des Zweiten Weltkriegs auf die polnische Bevölkerung aus Sicht der jüngsten Kriegsteilnehmer und Kriegsteilnehmerinnen im bewaffneten Untergrund porträtiert.)
- Der zweite Film von Juri Ozerov Epos "Soldaten der Freiheit" von 1977 widmet sich hauptsächlich dem Aufstand in Warschau. Die Darstellung historischer Ereignisse erfolgt aus sowjetischer Sicht.

## Musik
Die polnische Gruppe Lao Che wurde für ihr 2005 veröffentlichtes Album über den Aufstand, das auch Originaltonaufnahmen künstlerisch verarbeitete, mit dem Verdienstkreuz der Republik Polen in Silber ausgezeichnet.